# 델리 술탄국
델리 술탄국(페르시아어: سلطنت دهلی 살타나트 이 디흐리, 우르두어: دہلی سلطنت 델리 살타나트, 힌디어: दिल्ली सल्तनत 딜리 살타나트)은 1206년부터 1526년까지 320년간 델리를 중심으로 인도 아대륙 대부분을 지배한 중세 인도 시기 이슬람 제국이다. 고르 제국이 남아시아를 침공한 이후, 노예 왕조(1206~1290), 할지 왕조(1290~1320), 투글루크 왕조(1320~1413), 사이이드 왕조(1414~1451), 로디 왕조(1451~1526)가 차례로 델리 술탄국을 지배했다. 델리 술탄국은 오늘날 인도, 파키스탄, 방글라데시, 네팔에 속한 지역을 정복했다.
델리 술탄국은 원래 고르 제국의 제후국이었다. 타지 알딘 일디즈, 쿠트브 웃딘 아이바크, 바하우드딘 투그릴, 나시르 앗딘 카바차 등 고르 제국의 영토와 유산을 물려받은 노예 장군들이 나누어 다스렸다. 1191년 고르 제국의 통치자 무함마드 고르는 1191년 제1차 타라인 전투에서 라지푸트 연맹군에 패했으나, 1192년 제2차 타라인 전투에서 프리트비라자 3세가 이끄는 라지푸트 연맹군을 궤멸시켰다. 이 사건을 계기로 델리 술탄국의 기초가 마련되었다. 1206년 무함마드 고르가 암살된 후, 델리 술탄국의 일디즈와 아이바크는 고르 제국이 정복한 인도 영토를 둘러싸고 충돌했고, 아이바크가 일디즈를 물리친 후, 노예 왕조를 설립했다.
할지 왕조와 투글루크 왕조 시기에 델리 술탄국은 활발한 정복 활동을 펼쳐 남인도 지역까지 진출했다. 델리 술탄국은 투글루크 왕조 시기 가장 큰 영토를 보유했다. 특히 무함마드 빈 투글루크의 치세 동안 인도 아대륙 대부분이 투글루크 왕조의 지배에 들어왔다.
중앙아시아에서 티무르가 일어나 차가타이 칸국, 일 칸국, 킵차크 칸국의 영토 대부분을 회복했고, 1398년 티무르는 델리를 침입해 약탈했다. 이후 델리 술탄국의 세력은 약해졌으며, 같은 시기 비자야나가라 제국과 메와르 같은 힌두교 국가들이 독립하고, 벵골 술탄국과 바흐마니 술탄국 등 새로운 이슬람 왕조가 델리 술탄국의 영토에 들어섰다. 1526년 티무르 왕조의 바부르가 쳐들어와 파니파트 전투에서 로디 왕조의 마지막 술탄 이브라힘 로디를 살해했다. 이로써 델리 술탄국은 멸망하고 무굴 제국이 들어섰다.
델리 술탄국의 수립은 인도 아대륙을 동시대 다국적이고 다문화적인 이슬람 사회 경제권에 편입했고, 힌두스탄어와 인도-이슬람 건축을 더욱 공고하게 발전하는 것에 기여했다. 델리 술탄국은 몽골 제국(차가타이 칸국)의 침입을 막아낸 몇 안 되는 국가 중 하나였고, 이슬람 역사상 몇 안 되는 여성 술탄(라지아 술타나)이 있었던 국가이기도 했다.
델리 술탄국은 불교, 힌두교를 비롯한 인도계 종교에 일반적으로 비관용적이었다. 이에 따라 대학과 도서관을 포함한 힌두교 사원과 불교 사원이 파괴되고, 술탄의 지배 동안 강제 개종이 빈번히 발생했다. 몽골의 정복 전쟁 이후 서아시아와 중앙아시아의 이슬람 군인, 학자, 예술가, 지식인, 교역자, 장인, 신비주의자들이 인도 아대륙으로 피난/이주했으며 이들은 인도-이슬람 문화를 꽃피웠다.

## 이름
델리 술탄국은 전통적으로 주요 수도인 델리의 이름을 따서 명명되었지만, 델리 술탄국에 적용되는 용어는 종종 명확하지 않았다. 민하지 시라지 주즈자니와 지아 웃딘 바라니는 이를 "델리 제국"(페르시아어: Mamalik-i-Delhi)이라고 불렀고, 이븐 바투타는 무함마드 빈 투글루크 휘하의 제국을 "힌드와 신드"라고 불렀다. 델리 술탄국은 그 시기 동안 널리 사용된 "힌두스탄 제국"(페르시아어: Mamalik-i-Hindustan)으로도 알려졌다.

## 역사

### 배경
인도에서 델리 술탄국의 발흥은 남부 및 서아시아 전역을 포함하여 아시아 대륙의 많은 부분에 영향을 미친 더 넓은 경향의 일부였다. 즉, 중앙아시아 스텝 지대에서 유목 튀르크족의 유입이다. 이는 이슬람 칼리파국이 중동에서 분열하기 시작한 9세기로 거슬러 올라갈 수 있는데, 당시 경쟁하는 국가들의 무슬림 통치자들은 중앙아시아 스텝 지대에서 비무슬림 유목 튀르크족을 노예로 삼기 시작했고, 그들 중 많은 이들을 맘루크라고 불리는 충성스러운 군대 노예로 길러냈다. 곧 튀르크족은 무슬림 땅으로 이주하여 이슬람화되었다. 많은 튀르크 맘루크 노예들은 결국 통치자가 되어 이집트에서 오늘날 가즈나 왕조에 이르는 맘루크 술탄국을 세우며 이슬람 세계의 상당 부분을 정복한 후, 인도 아대륙으로 눈을 돌렸다.
이는 이슬람의 확산 이전부터 존재했던 오랜 경향의 일부이기도 하다. 역사 속 다른 정착된 농경 사회와 마찬가지로, 인도 아대륙의 사회는 오랜 역사 동안 유목 부족의 공격을 받아왔다. 이슬람이 인도 아대륙에 미친 영향을 평가할 때, 이슬람 이전 시대에도 북서부 아대륙이 중앙아시아에서 약탈하는 부족들의 빈번한 목표였다는 점을 주목해야 한다. 그러한 의미에서, 무슬림의 침입과 이후의 무슬림 침공은 1천년기 초의 이전 침공들과 다르지 않았다.
962년경부터 남아시아의 힌두교와 불교 왕국들은 중앙아시아의 무슬림 군대로부터 일련의 약탈에 직면했다. 그들 중에는 튀르크 맘루크 군사 노예의 아들인 마흐무드가 있었는데, 그는 997년부터 1030년 사이에 인더스강 동쪽에서 야무나강 서쪽에 이르는 북인도의 왕국들을 17차례 약탈했다. 마흐무드는 재물을 약탈했지만 매번 퇴각했고, 이슬람 통치는 서부 펀자브에만 미쳤다.
마흐무드 이후에도 무슬림 군벌들의 북인도 및 서인도 왕국들에 대한 일련의 약탈은 계속되었다. 이러한 약탈은 이슬람 왕국의 영구적인 경계를 설정하거나 확장하지 못했다. 대조적으로, 고르 술탄 무함마드 고르(일반적으로 무함마드 고리라고 알려짐)는 1173년 북인도에 대한 체계적인 확장 전쟁을 시작했다. 그는 자신을 위한 군주국을 만들고 이슬람 세계를 확장하고자 했다. 무함마드 고리는 인더스강 동쪽으로 확장되는 수니 이슬람 왕국을 건설하여 델리 술탄국이라고 불리는 무슬림 왕국의 기반을 다졌다. 일부 역사가들은 무함마드 고리의 존재와 당시 남아시아에 대한 지리적 주장 때문에 델리 술탄국을 1192년부터 시작된 것으로 기록한다.
무함마드 고리는 1206년 이스마일파 시아파 무슬림에 의해 암살되었다. 암살 후, 고리의 노예(또는 맘루크) 중 한 명인 튀르크족 쿠트브 웃딘 아이바크가 권력을 장악하여 델리 술탄국의 초대 술탄이 되었다.

### 왕조

#### 노예 왕조(1206년~1290년)

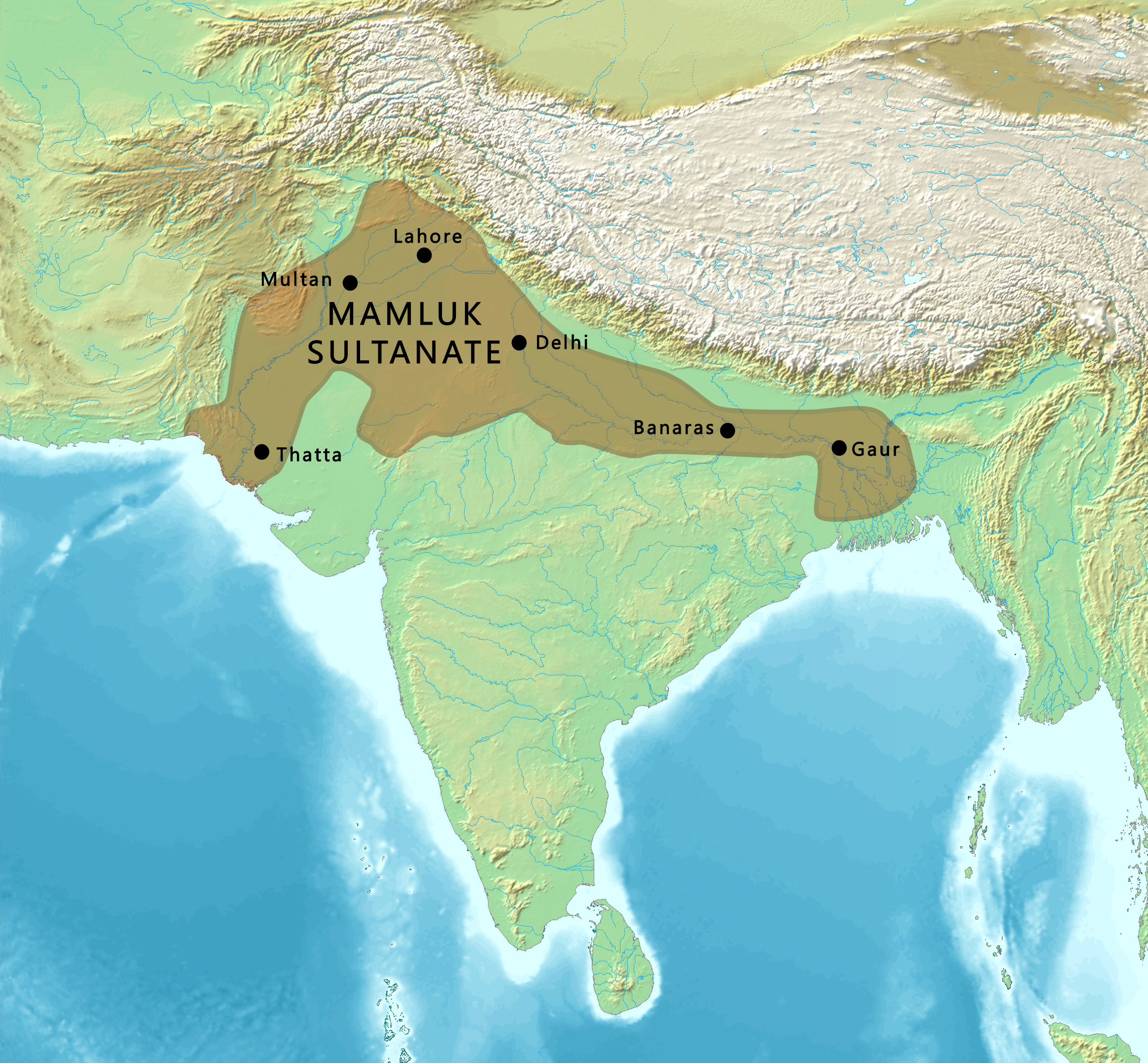
1250년경 델리 노예 왕조의 영토.

무이즈 웃딘 무함마드 고리의 전 노예였던 쿠트브 웃딘 아이바크는 델리 술탄국의 첫 통치자였다. 아이바크는 튀르크족 쿠만족-킵차크인 혈통이었으며, 그의 혈통 때문에 그의 왕조는 노예 왕조로 알려져 있다. 아이바크는 1206년부터 1210년까지 4년간 델리 술탄으로 재위했다. 아이바크는 동시대 및 후대의 기록에서 그의 관대함으로 칭찬받았으며 이 때문에 라흐바크쉬(수십만 명의 제공자)라는 별명을 얻었다.
아이바크가 사망한 후, 아람 샤가 1210년에 권력을 장악했지만, 1211년에 아이바크의 사위인 일투트미시에게 암살되었다. 일투트미시의 권력은 불안정했으며, 그가 쿠트브 웃딘 아이바크의 지지자들이었기 때문에 여러 무슬림 아미르 (귀족)들이 그의 권위에 도전했다. 일련의 정복과 반대파에 대한 잔혹한 처형 끝에, 일투트미시는 권력을 공고히 했다.

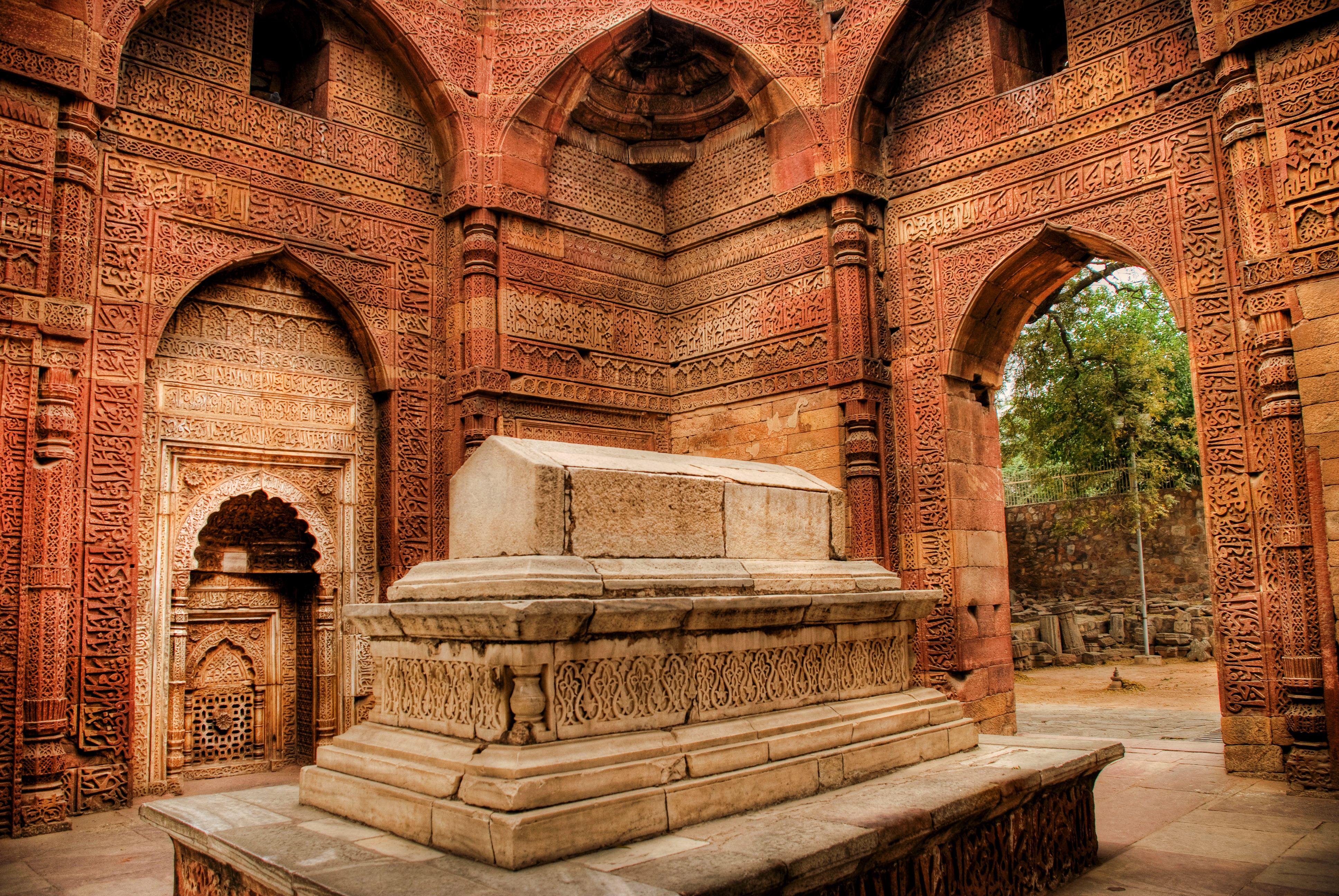
쿠트브 미나르 단지에 있는 일투트미시(재위 1211년~1236년)의 묘.

그의 통치는 여러 차례, 예를 들어 카바차의 도전을 받았으며, 이는 일련의 전쟁으로 이어졌다. 일투트미시는 경쟁 무슬림 통치자들로부터 물탄과 벵골을 정복했으며, 힌두 통치자들로부터 란탐보르 요새와 시발리크 언덕을 정복했다. 그는 또한 무이즈 웃딘 무함마드 고리의 상속인으로서 자신의 권리를 주장했던 타지 알딘 일디즈를 공격하고 패배시켰으며 처형했다. 일투트미시의 통치는 1236년까지 계속되었다. 그가 사망한 후, 델리 술탄국은 약한 통치자들의 계승, 무슬림 귀족들의 분쟁, 암살, 짧은 재위 기간을 겪었다. 권력은 루큰 웃딘 피루즈에서 라지아 술타나 등으로 이동했으며, 기야스 웃딘 발반이 권력을 잡고 1266년부터 1287년까지 통치했다. 기야스 웃딘 발반은 왕위 계승자로 중요한 역할을 했고 술탄으로부터 독립적이었던 40명의 튀르크 노예들로 구성된 차할가니의 권력을 파괴했다. 그의 뒤를 이어 17세의 무이즈 웃딘 카이카바드가 즉위했고, 그는 잘랄 웃딘 할지를 군대 총사령관으로 임명했다. 할지는 카이카바드를 암살하고 할지 혁명에서 권력을 장악하여 노예 왕조를 끝내고 할지 왕조를 시작했다.
쿠트브 웃딘 아이바크는 쿠트브 미나르의 건설을 시작했지만 완공 전에 사망했다. 이는 그의 사위 일투트미시가 나중에 완공했다. 유네스코 세계유산인 쿠와트 울 이슬람 모스크는 아이바크에 의해 건설되었다. 쿠트브 미나르 단지는 일투트미시에 의해 확장되었고, 나중에 14세기 초 알라웃딘 할지에 의해 확장되었다. 노예 왕조 기간 동안, 몽골 제국의 포위로 인해 서아시아의 많은 귀족들이 아프가니스탄과 페르시아에서 인도로 이주하여 정착했다.

#### 할지 왕조(1290년~1320년)

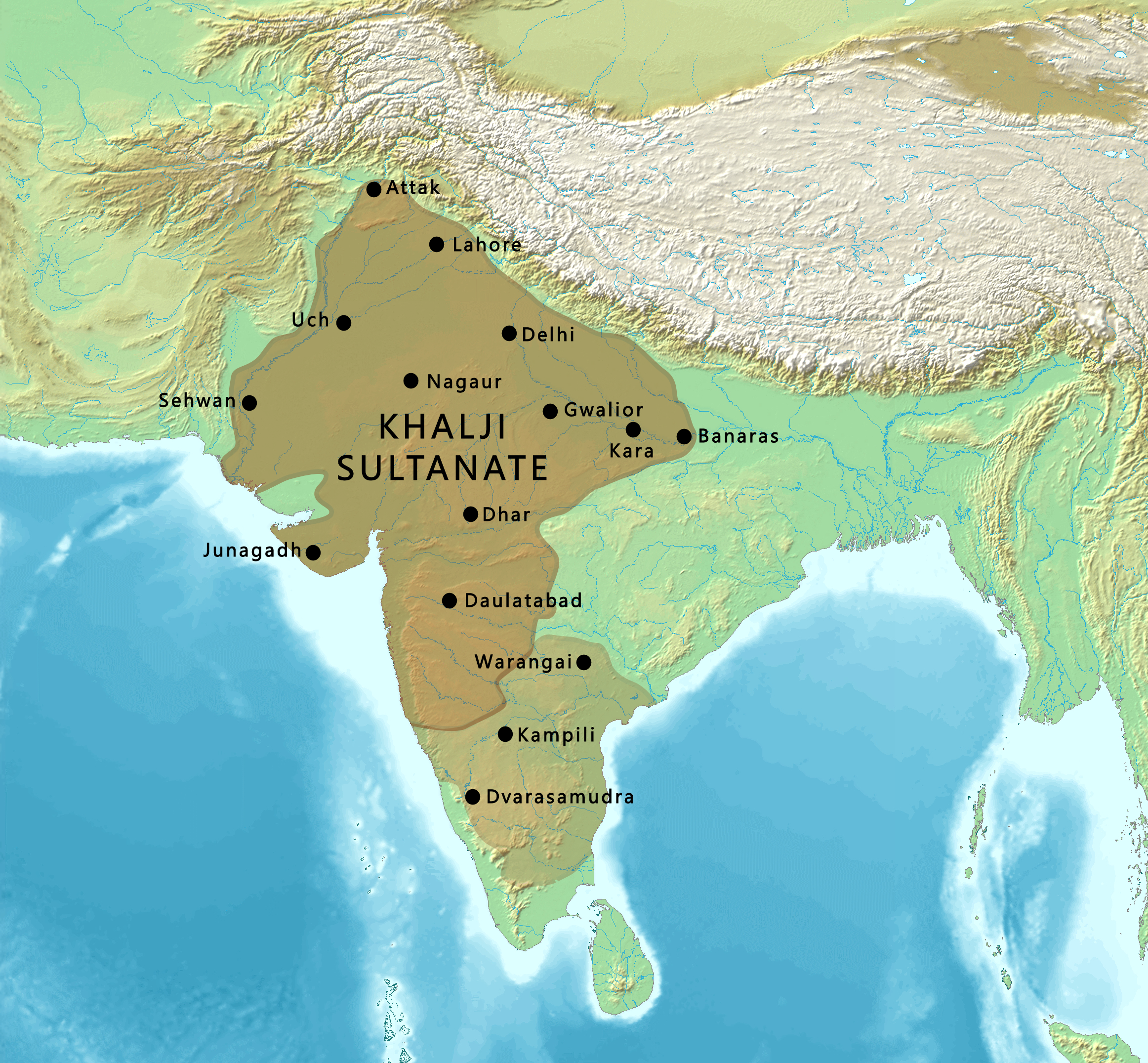
1320년경 할지 왕조가 통치하는 영토.

할지 왕조는 튀르크-아프간 유산을 지닌 왕조였다. 그들은 원래 튀르크족이었지만, 아프가니스탄에 오랫동안 거주하면서 파슈툰화되어 아프간 습관과 관습을 채택했기 때문에 다른 사람들에게는 아프간인으로 취급되었다.
할지 왕조의 초대 통치자는 잘랄 웃딘 피루즈 할지였다. 그는 즉위 당시 약 70세였으며 온화하고 겸손하며 친절한 군주로 일반 대중에게 알려져 있었다. 잘랄 웃딘 피루즈는 6년간 통치하다 1296년 조카이자 사위인 알라웃딘 할지의 명령으로 사마나의 무함마드 살림에게 살해당했다. 알라웃딘은 나중에 알라웃딘 할지로 알려지게 되었다.
알라웃딘은 카라 (우타르프라데시주) 지방의 총독으로 군사 경력을 시작했으며, 그곳에서 약탈을 위해 말와 왕국(1292년)과 다울라타바드(1294년)를 두 차례 침공했다. 그가 왕위에 오른 후, 이 왕국들에 대한 확장이 재개되었으며, 대와지르 누스라트 칸 잘레사리가 정복한 구자라트주, 아인 울 물크 물타니가 정복한 말와 술탄국, 그리고 라지푸타나가 포함되었다. 그러나 이러한 승리들은 몽골의 공격과 북서쪽으로부터의 약탈로 인해 중단되었다. 몽골군은 약탈 후 철수했고 델리 술탄국의 북서부 지역에 대한 약탈을 중단했다.
몽골군이 철수한 후, 알라웃딘 할지는 말리크 카푸르와 쿠스로 칸 같은 인도 노예 장군들의 도움으로 델리 술탄국을 남인도로 계속 확장했다. 그들은 패배시킨 자들로부터 많은 전리품(안와탄)을 수집했다. 그의 지휘관들은 전리품을 수집하고 가니마(아랍어: الْغَنيمَة, 전리품에 대한 세금)를 지불했는데, 이는 할지 통치를 강화하는 데 도움이 되었다. 전리품 중에는 유명한 코이누르 다이아몬드가 포함된 와랑갈 약탈품도 있었다.
알라웃딘 할지는 세금 정책을 변경하여 농업세를 20%에서 50%로 인상하고(곡물 및 농산물로 납부), 지방 족장들이 징수하는 세금에 대한 지급 및 수수료를 없앴으며, 자신에 대한 반대 세력 형성을 막기 위해 관리들 간의 사교 및 귀족 가문 간의 통혼을 금지하고, 관리, 시인, 학자들의 봉급을 삭감했다. 이러한 세금 정책과 지출 통제는 그의 늘어나는 군대를 유지하는 데 필요한 재정을 강화했다. 그는 또한 왕국 내 모든 농산물 및 상품에 대한 가격 통제를 도입했으며, 이러한 상품이 어디서, 어떻게, 누구에 의해 판매될 수 있는지에 대한 통제도 도입했다. "샤하나 이 만디"라고 불리는 시장이 만들어졌다. 무슬림 상인들에게는 이 "만디"에서 농민으로부터 구매하고 공식 가격으로 재판매할 수 있는 독점 허가와 독점권이 부여되었다. 이 상인 외에는 농민으로부터 구매하거나 도시에서 판매할 수 없었다. 이러한 "만디" 규칙을 위반한 자들은 종종 절단형을 당하는 등 엄중한 처벌을 받았다. 곡물 형태로 징수된 세금은 왕국의 저장고에 보관되었다. 이어진 기근 동안, 이 곡물 저장고는 군대에 충분한 식량을 보장했다.

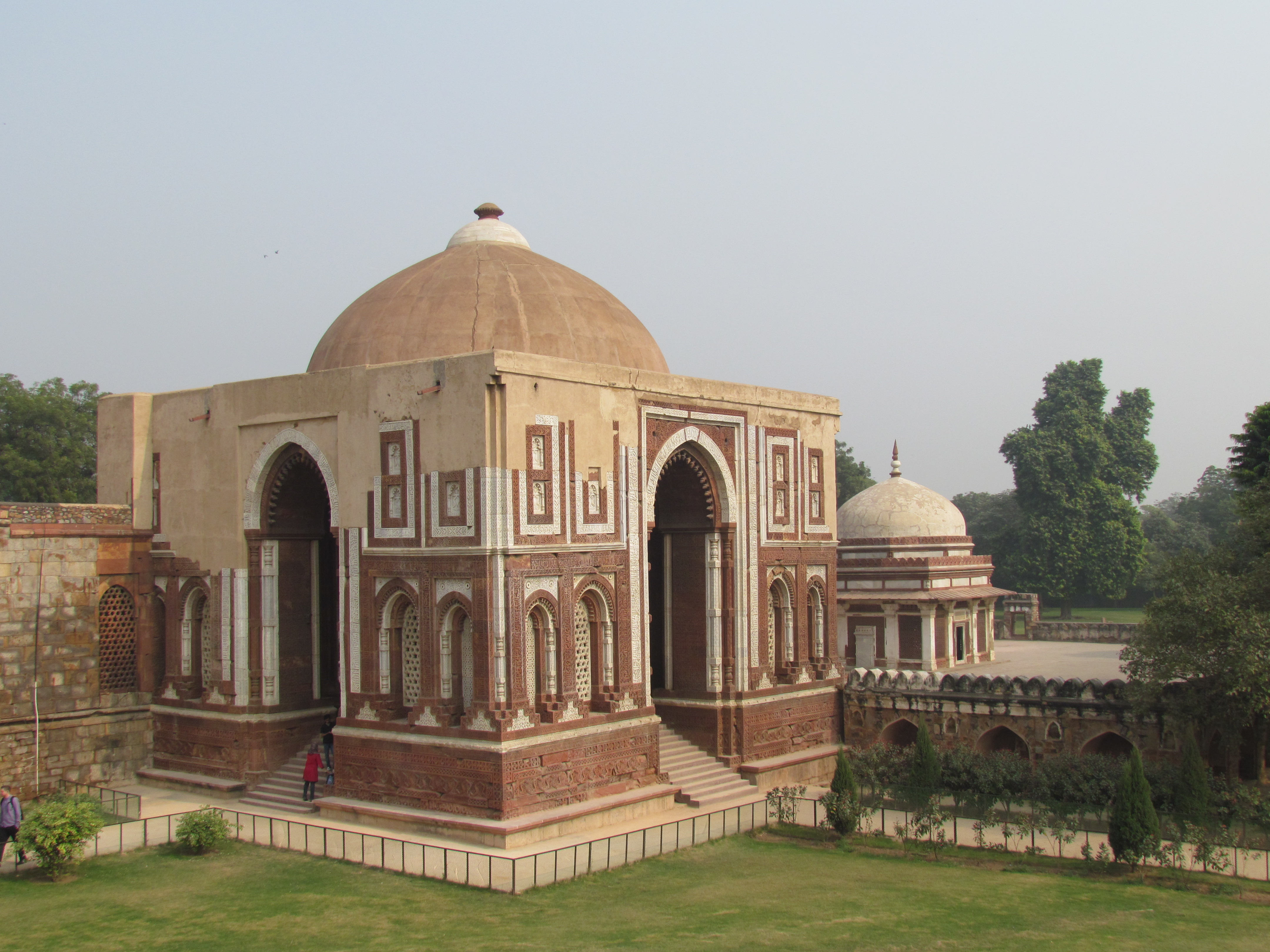
1311년 할지 왕조 시대에 완공된 알라이 다르와자.

역사가들은 알라웃딘 할지를 참주로 평가한다. 알라웃딘이 자신의 권력에 위협이 된다고 의심하는 사람은 누구든 그 가족의 남자, 여자, 아이들을 포함하여 살해되었다. 그는 결국 대부분의 귀족들을 불신하게 되었고 소수의 노예와 가족만을 총애했다. 1298년, 델리 근처에서 최근 이슬람으로 개종했던 15,000명에서 30,000명의 몽골인들이 구자라트 침공 중 반란으로 인해 하루 만에 학살되었다. 그는 또한 전투에서 패배시킨 왕국들에 대한 잔혹함으로도 알려져 있다.
알라웃딘이 1316년 귀족들의 암살로 사망하자, 힌두교 가정에서 태어났으나 이슬람으로 개종했던 그의 장군 말리크 카푸르가 실질적인 권력을 장악했고, 카말 알딘 구르그와 같은 할지족이 아닌 귀족들의 지지를 받았다. 그러나 그는 대부분의 할지족 귀족들의 지지를 얻지 못했고, 그들은 권력을 차지할 희망으로 그를 암살했다. 그러나 새로운 통치자는 카푸르를 살해한 자들을 처형했다.
마지막 할지 통치자는 알라웃딘 할지의 18세 아들 쿠트브 웃딘 무바라크 샤 할지였는데, 그는 4년 동안 통치하다가 힌두교 출신 노예 장군으로 이슬람에서 벗어나 귀족들 중 힌두교 바라두 군사 일족을 선호했던 쿠스로 칸에게 살해당했다. 쿠스로 칸의 통치는 몇 달에 불과했으며, 나중에 기야스 알딘 투글루크라고 불리게 될 가치 말리크가 그를 물리치고 살해한 후 1320년에 권력을 장악하여 할지 왕조를 끝내고 투글루크 왕조를 시작했다.

#### 투글루크 왕조(1320년~1413년)

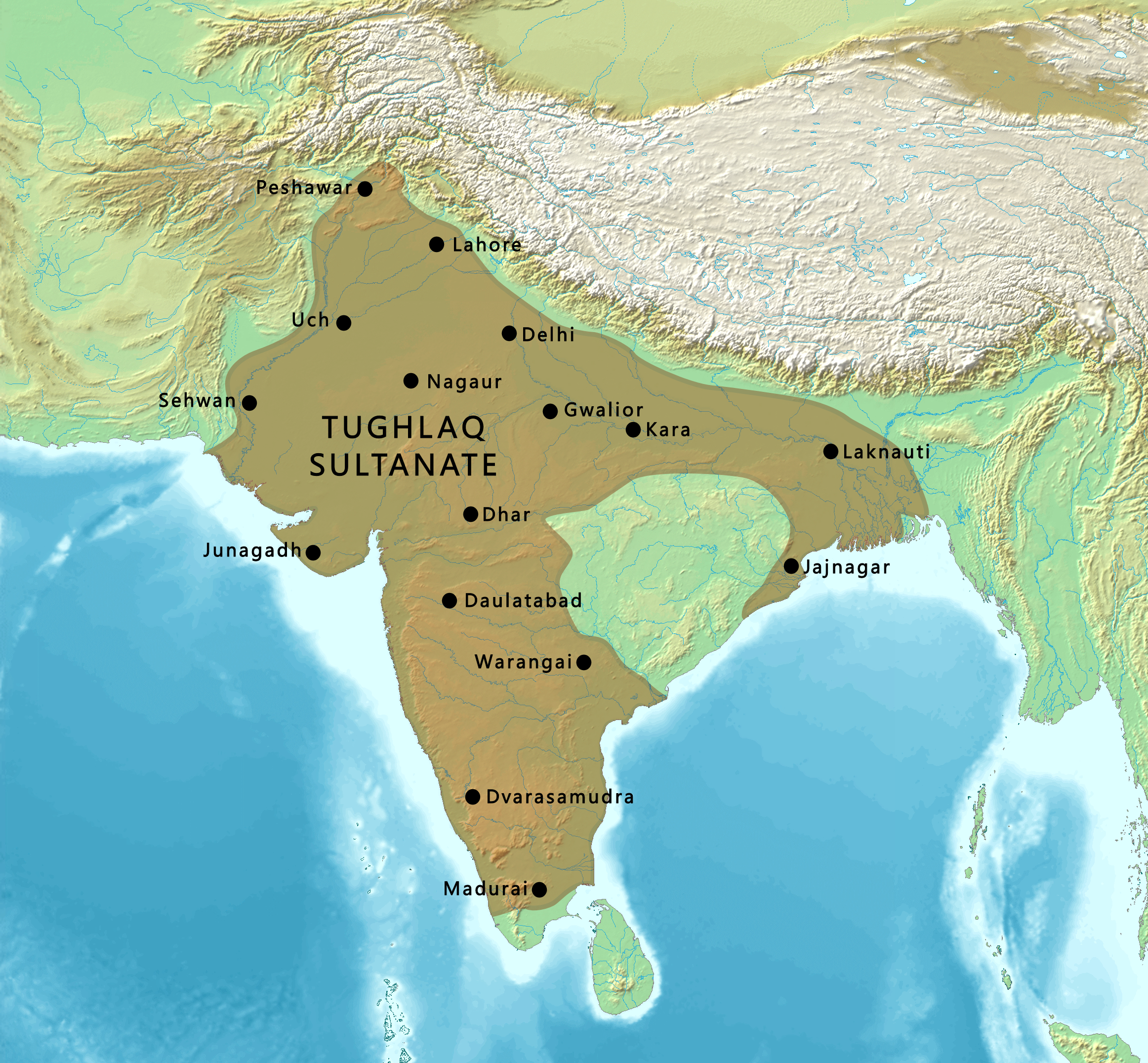
1330년~1335년경 투글루크 왕조의 영토로, 델리 술탄국의 최대 확장 시기에 해당한다.

투글루크 왕조는 1320년부터 1413년까지 지속된 튀르크-몽골 또는 튀르크족 무슬림 왕조였다. 초대 통치자는 기야스 알딘 투글루크였다. 기야스 알딘은 5년 동안 통치했으며 델리 근처에 투글루카바드 요새라는 도시를 건설했다. 그의 아들 주나 칸과 장군 아인울 물크 물타니는 남인도의 와랑갈을 정복했다. 빈센트 스미스와 같은 일부 역사가들에 따르면, 그는 그의 아들 주나 칸에게 살해되었고, 주나 칸은 1325년에 권력을 장악했다.
주나 칸은 자신의 이름을 무함마드 빈 투글루크로 바꾸고 26년간 통치했다. 그의 통치 기간 동안, 델리 술탄국은 지리적 범위에서 절정에 달했으며, 인도 아대륙의 대부분을 차지했다.

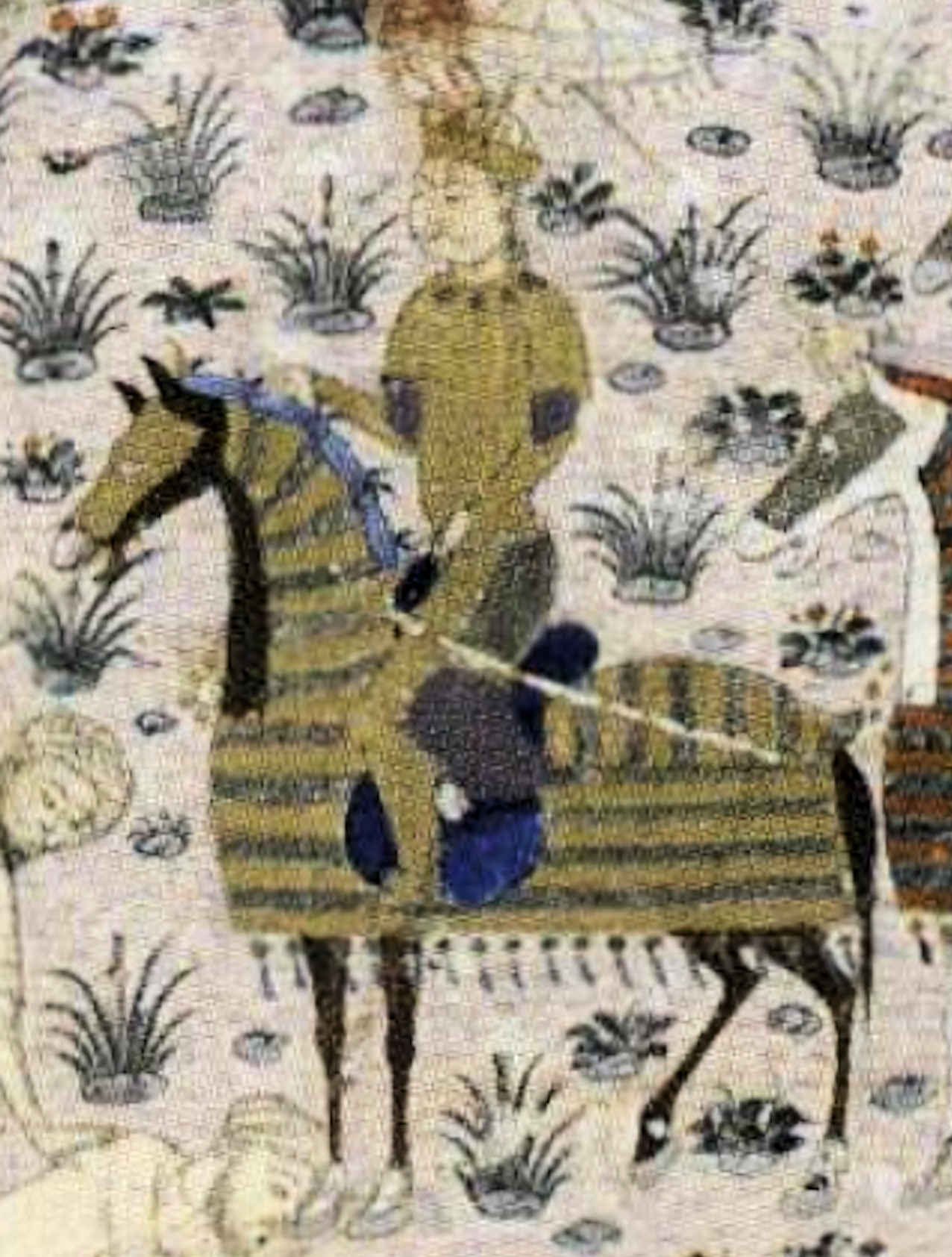
기야스 알딘 투글루크, 투글루크 왕조의 창시자, 바사틴 알 운스에서 묘사됨. 이크티산 다비르 (투글루크 궁정의 일원이자 이란 주재 대사)가 묘사함. 1410년경 잘라이르 술탄국 사본으로, 1326년 원본은 소실됨.

무함마드 빈 투글루크는 쿠란, 피끄흐, 시 등 다양한 분야에 대한 폭넓은 지식을 가진 지식인이었다. 그는 또한 친척과 와지르 (장관)들을 깊이 의심했고, 반대자들에게는 극도로 엄격했으며, 경제적 혼란을 야기하는 결정을 내렸다. 예를 들어, 그는 은화의 액면가를 가진 저급 금속으로 주화를 주조하도록 명령했는데, 이 결정은 일반 사람들이 집에서 가지고 있던 저급 금속으로 위조 주화를 주조하여 세금과 지즈야를 지불하는 데 사용했기 때문에 실패했다.
무함마드 빈 투글루크는 현재 인도의 마하라슈트라에 있는 데오기리 도시를 델리 술탄국의 두 번째 행정 수도로 선택했다(다울라타바드로 개명). 그는 자신의 왕족, 귀족, 사이이드, 셰이크, 울레마를 포함한 델리의 무슬림 인구를 다울라타바드로 강제 이주시켰다. 모든 무슬림 엘리트를 다울라타바드로 이전시킨 목적은 그들을 세계 정복 임무에 참여시키기 위함이었다. 그는 그들의 역할을 이슬람 종교적 상징주의를 제국의 수사학에 적용하고, 수피들이 설득을 통해 데칸 지역 주민들을 무슬림으로 만들 수 있는 선전자로 보았다. 투글루크는 자신의 명령에 불복종하는 것을 반란으로 보고 다울라타바트로 이주하기를 꺼려하는 귀족들을 잔혹하게 처벌했다. 페리슈타에 따르면, 몽골군이 펀자브에 도착했을 때 술탄은 엘리트들을 델리로 돌려보냈지만, 다울라타바드는 행정 중심지로 남아 있었다. 엘리트들이 다울라타바드로 이전된 결과 중 하나는 귀족들이 술탄에게 오랫동안 증오심을 품었다는 것이다. 다른 결과는 그가 안정적인 무슬림 엘리트를 만들고 다울라타바드의 무슬림 인구를 성장시켰다는 것이다. 이들은 델리로 돌아가지 않았으며, 이들이 없었다면 비자야나가라 왕국에 도전할 바흐마니 왕국의 발흥은 불가능했을 것이다. 무함마드 빈 투글루크의 데칸 지역에서의 모험은 또한 사원 파괴 및 훼손 캠페인으로 특징지어지는데, 예를 들어 와랑갈의 스바얌부 시바 사원과 천주 사원이 있다.
무함마드 빈 투글루크에 대한 반란은 1327년에 시작되어 그의 통치 기간 내내 계속되었고, 시간이 지남에 따라 술탄국의 지리적 범위는 축소되었다. 비자야나가라 제국은 델리 술탄국의 공격에 대한 직접적인 대응으로 남인도에서 시작되었으며, 델리 술탄국의 통치로부터 남인도를 해방시켰다. 1330년대에 무함마드 빈 투글루크는 중국 침공을 명령하여 군대의 일부를 히말라야산맥 너머로 보냈다. 그러나 그들은 칸그라 주에 의해 패배했다. 그의 통치 기간 동안, 1329년부터 1332년까지 저급 금속 주화 실험과 같은 정책으로 인해 국가 수입이 붕괴되었다. 기근, 광범위한 빈곤, 반란이 왕국 전역에서 증가했다. 1338년 그의 조카가 말와에서 반란을 일으켰고, 그는 그를 공격하여 사로잡아 산 채로 가죽을 벗기고 결국 살해했다. 1339년경에는 지방 무슬림 총독들의 지배를 받는 동부 지역과 힌두 왕들이 이끄는 남부 지역이 반란을 일으켜 델리 술탄국으로부터 독립을 선언했다. 무함마드 빈 투글루크는 축소되는 왕국에 대응할 자원이나 지지가 없었다. 역사가 월포드는 무함마드 빈 투글루크의 통치 기간 동안 저급 금속 주화 실험 이후 몇 년 동안 델리와 대부분의 인도가 심각한 기근에 직면했다고 기록했다. 1335년, 북인도 카이탈 출신의 사이이드인 잘랄루딘 아산 칸은 반란을 일으켜 남인도에 마두라이 술탄국을 세웠다. 1347년경, 이스마일 무크의 반란을 통해 바흐마니 술탄국이 독립했다. 이는 알라 웃딘 바흐만 샤가 세운 남아시아 데칸고원 지역의 경쟁적인 무슬림 왕국이 되었다.

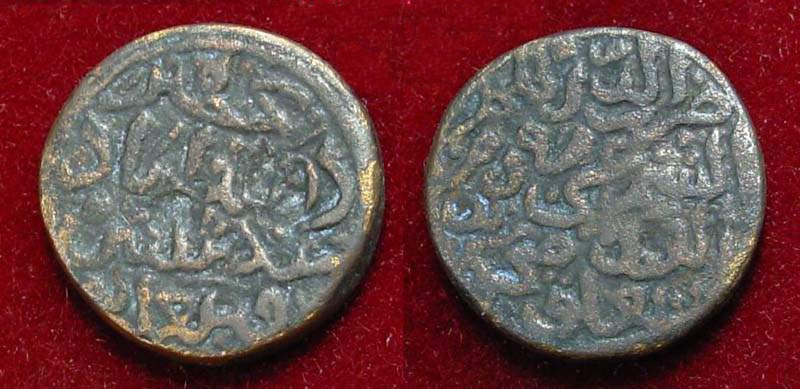
경제 붕괴를 초래한 무함마드 빈 투글루크의 강제 통화 주화.

무함마드 빈 투글루크는 1351년 델리 술탄국에 반란을 일으키고 있던 구자라트의 사람들을 추적하고 처벌하려던 중 사망했다. 그의 뒤를 이어 피루즈 샤 투글루크 (1351년~1388년)가 즉위했으며, 그는 1359년에 벵골과 11개월 동안 전쟁을 벌여 옛 왕국 영토를 되찾으려 했지만 벵골은 함락되지 않았다. 피루즈 샤는 37년간 통치했다. 그의 통치 기간은 번영으로 특징지어졌으며, 이는 대부분 유능하고 현명한 대와지르 칸 이 자한 마크불(남인도 텔루구인 무슬림) 덕분이었다. 그의 통치 기간 동안 야무나 강에서 관개 수로를 건설하여 식량 공급을 안정시키고 기근을 줄이려고 노력했다. 교육받은 술탄이었던 피루즈 샤는 회고록을 남겼다. 그는 그 글에서 절단, 눈 적출, 사람을 산 채로 톱질하기, 사람의 뼈 부수기, 목에 녹은 납 붓기, 사람을 불태우기, 손발에 못 박기 등과 같은 고문 행위를 금지했다고 썼다. 그는 또한 라파위즈 시아 무슬림과 마흐디 종파가 사람들을 자신들의 신앙으로 개종시키려는 시도를 용납하지 않았고, 자신의 군대가 파괴한 사원을 재건하려는 힌두인들도 용납하지 않았다고 썼다. 피루즈 샤 투글루크는 또한 힌두인들을 수니 이슬람으로 개종시키기 위해 개종자들에게 세금과 지즈야 면제를 발표하고, 새로운 개종자들에게 선물과 영예를 베풀어 이들을 개종시킨 것을 자신의 업적으로 나열한다. 그는 또한 자신의 봉사하는 노예와 무슬림 귀족의 노예 수를 대폭 늘렸는데, 이들은 이슬람으로 개종되었고 쿠란을 읽고 암기하도록 가르침을 받았으며, 특히 군대에서 많은 직책에 고용되어 대규모 군대를 모을 수 있었다. 이 노예들은 굴라만 이 피루즈 샤히로 알려져 있었고, 나중에 국가에서 영향력 있는 엘리트 경호대를 형성했다. 피루즈 샤 투글루크의 통치는 극단적인 고문 형태의 감소, 사회 특정 부분에 대한 특혜 제거, 그리고 특정 집단에 대한 불관용과 박해 증가로 특징지어졌으며, 후자는 상당수의 인구가 이슬람으로 개종하는 결과를 낳았다.
피루즈 샤 투글루크의 죽음은 왕국의 무정부 상태와 해체를 초래했다. 피루즈 샤의 후계자인 기야스 웃딘 샤 2세는 젊고 경험이 없었으며, 술과 유흥에 빠졌다. 귀족들은 그에게 반란을 일으켜 술탄과 그의 재상을 살해하고 아부 바크르 샤를 왕위에 앉혔다. 그러나 옛 굴라만 이 피루즈 샤히는 아부 바크르에게 등을 돌렸고, 아부 바크르는 도망쳤으며, 그들의 초대로 나시르 웃딘 무함마드 샤 3세가 왕위에 올랐다. 굴라만 이 피루즈 샤히의 비정상적인 제도는 피루즈 샤 이후의 술탄들에게 부패를 초래했다. 이 왕조의 마지막 통치자들은 1394년부터 1397년까지 모두 술탄이라고 자칭했는데, 델리에서 통치한 피루즈 샤 투글루크의 손자 나시르 웃딘 마흐무드 샤 투글루크와 델리에서 몇 마일 떨어진 피루자바드에서 통치한 피루즈 샤 투글루크의 또 다른 친척인 나시르 웃딘 누스라트 샤 투글루크였다. 두 친척 간의 전투는 티무르의 침공이 있었던 1398년까지 계속되었다. 서구 학문 문헌에서 타메르란으로도 알려진 티무르는 티무르 제국의 튀르크화된 몽골 통치자였다. 그는 델리 술탄국 통치자들의 약점과 분쟁을 알게 되었고, 그래서 그는 군대를 이끌고 델리로 진군하여 가는 길에 약탈과 살육을 저질렀다. 델리에서 티무르에 의한 학살의 추정치는 10만 명에서 20만 명에 이른다. 티무르는 인도에 머물거나 통치할 의도가 없었다. 그는 지나가는 땅들을 약탈한 다음 델리를 약탈하고 불태웠다. 15일 동안 티무르와 그의 군대는 학살을 자행했다. 그리고 그는 재물을 모으고, 남녀노소를 붙잡아 노예로 삼은 후 (특히 숙련된 장인들), 이 약탈품과 함께 사마르칸트로 돌아갔다. 델리 술탄국 내의 사람들과 땅은 무정부 상태, 혼돈, 역병에 시달렸다. 티무르의 침공 당시 구자라트로 도피했던 나시르 웃딘 마흐무드 샤 투글루크는 돌아와 궁정의 여러 파벌의 꼭두각시로 투글루크 왕조의 마지막 통치자로서 명목상 통치했다.

#### 사이이드 왕조(1414년~1450년)

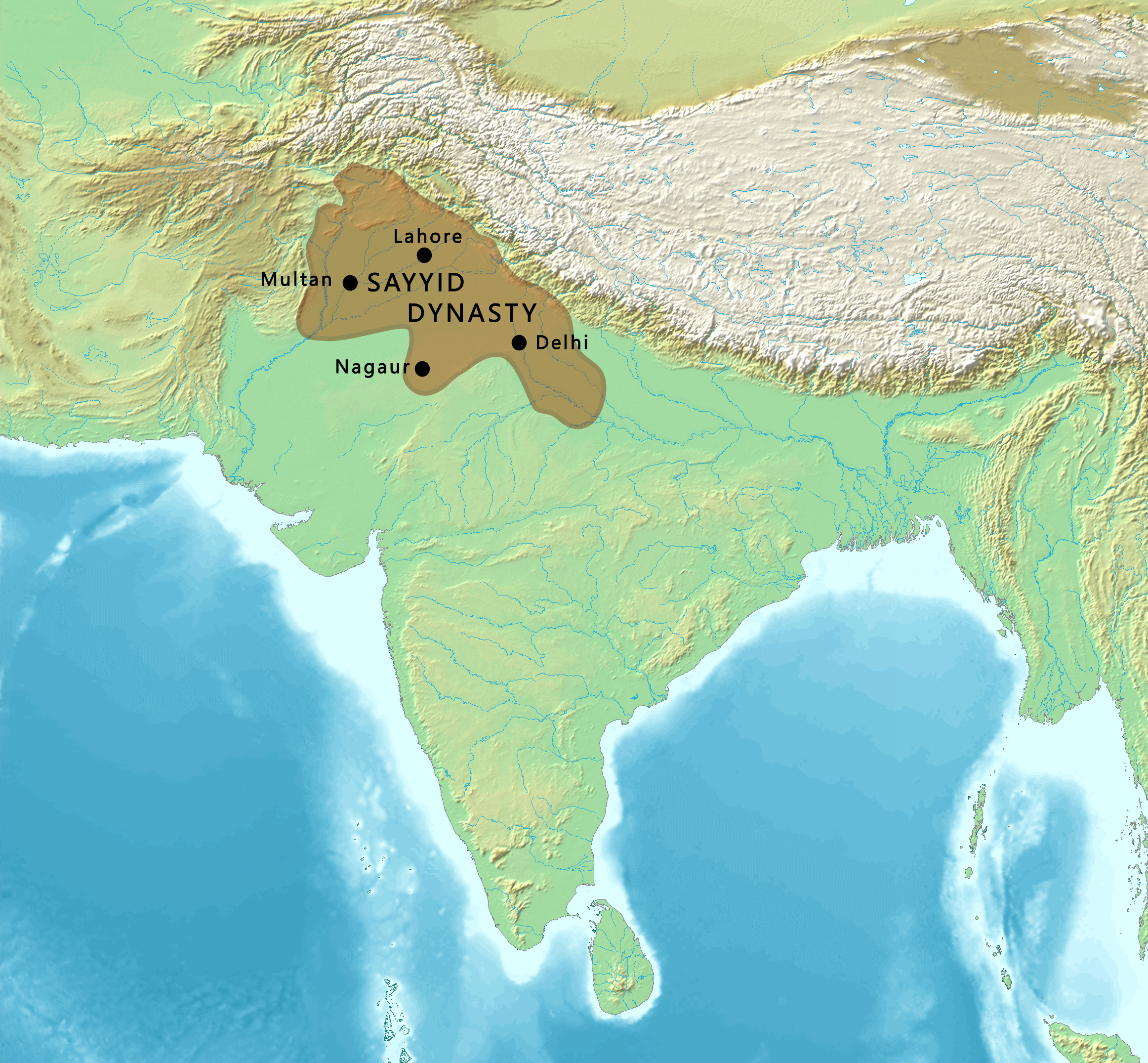
사이이드 왕조의 영토.

사이이드 왕조는 키즈르 칸에 의해 설립되었으며 1415년부터 1451년까지 델리 술탄국을 통치했다. 이 왕조의 구성원들은 이슬람 예언자 무함마드의 후손이라는 주장에 따라 사이이드라는 칭호를 사용했으며, 이는 그의 딸 파티마 자흐라를 통해 계보가 이어진다는 주장에 근거했다. 아브라함 에랄리는 키즈르 칸의 조상들이 초기 투글루크 시대에 물탄 지역에 정착했던 아랍 가족의 후손일 가능성이 높다고 생각하지만, 그의 사이이드 혈통에 대해서는 의심한다. A. L. 스리바스타바도 비슷한 견해를 공유한다. 리처드 M. 이턴과 사이먼 디그비에 따르면, 키즈르 칸은 펀자브인의 코카르 부족 출신이었다. 티무르의 침공과 약탈로 인해 델리 술탄국은 혼란에 빠졌고, 사이이드 왕조의 통치에 대해서는 알려진 바가 거의 없다. 안네마리 시멜은 이 왕조의 첫 통치자인 키즈르 칸이 티무르 제국의 속국으로 권력을 장악했다고 언급한다. 그의 후계자인 무바라크 칸은 자신의 이름을 무바라크 샤로 바꾸고, 아버지의 티무르에 대한 명목상의 충성을 단절했으며, 코카르족 군벌들로부터 펀자브의 잃어버린 영토를 되찾으려 했으나 성공하지 못했다.

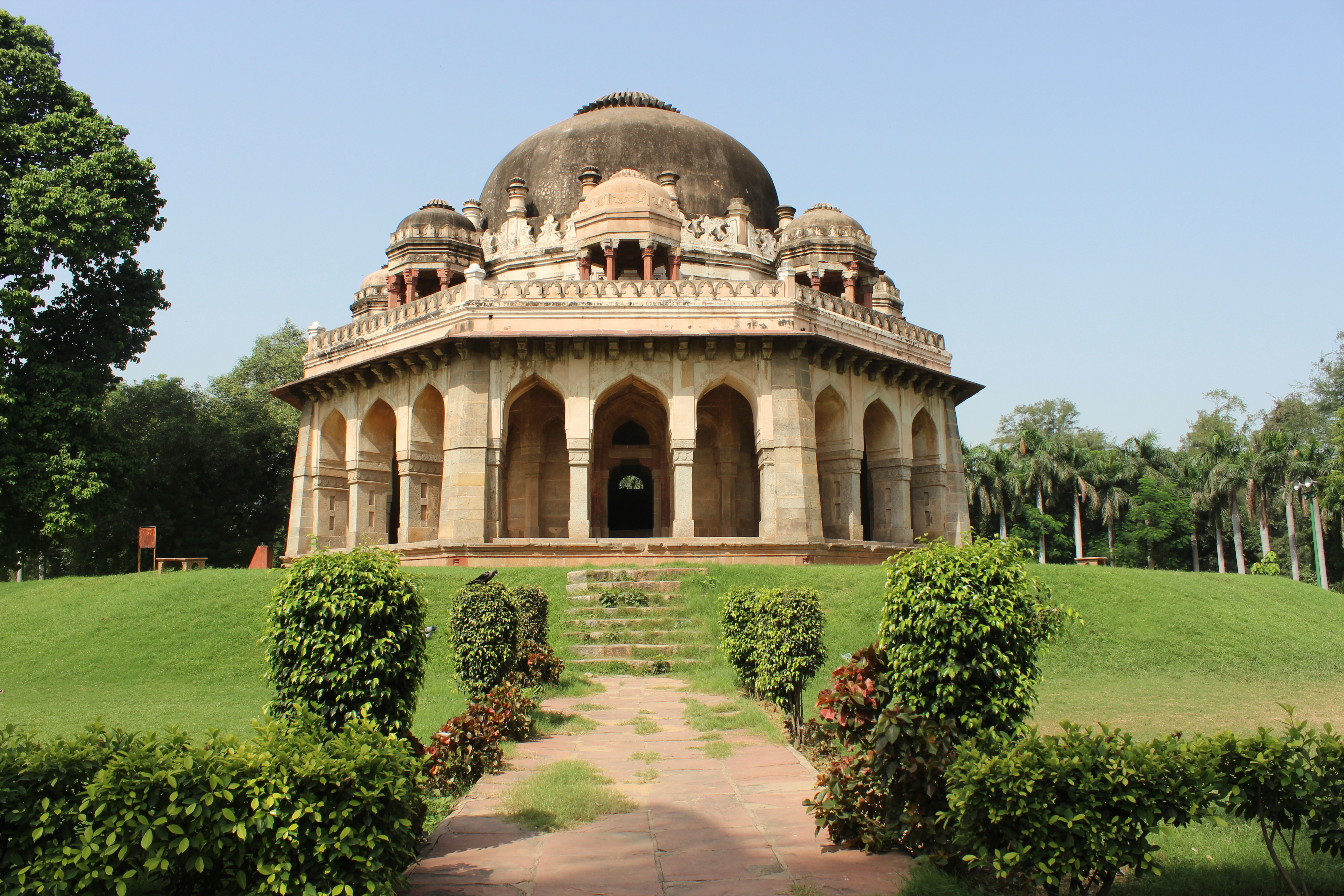
델리 로디 정원에 있는 무함마드 샤의 묘.

사이이드 왕조의 권력이 약화되면서, 시멜에 따르면 인도 아대륙의 이슬람 역사는 심오한 변화를 겪었다. 이전에 지배적이던 이슬람의 수니파는 희석되었고, 시아파와 같은 다른 무슬림 종파가 부상했으며, 델리 외에 새로운 경쟁적인 이슬람 문화의 중심지가 뿌리를 내렸다.
사이이드 왕조 말기에 델리 술탄국은 미미한 세력으로 축소되었다. 마지막 사이이드 통치자 알람 샤 (이름은 "세계의 왕"으로 번역됨) 시대에는 북인도에서 "세계의 왕의 왕국은 델리에서 팔람까지 확장된다"는 흔한 농담이 생겨났는데, 이는 단지 13 킬로미터 (8.1 mi)에 불과했다. 역사가 리처드 M. 이턴은 이 말이 "한때 강력했던 제국이 농담거리가 되었다"는 것을 보여준다고 언급했다. 사이이드 왕조는 1451년 로디 왕조에 의해 축출되었지만, 이는 델리 술탄국의 부활로 이어졌다.

#### 로디 왕조(1451년~1526년)

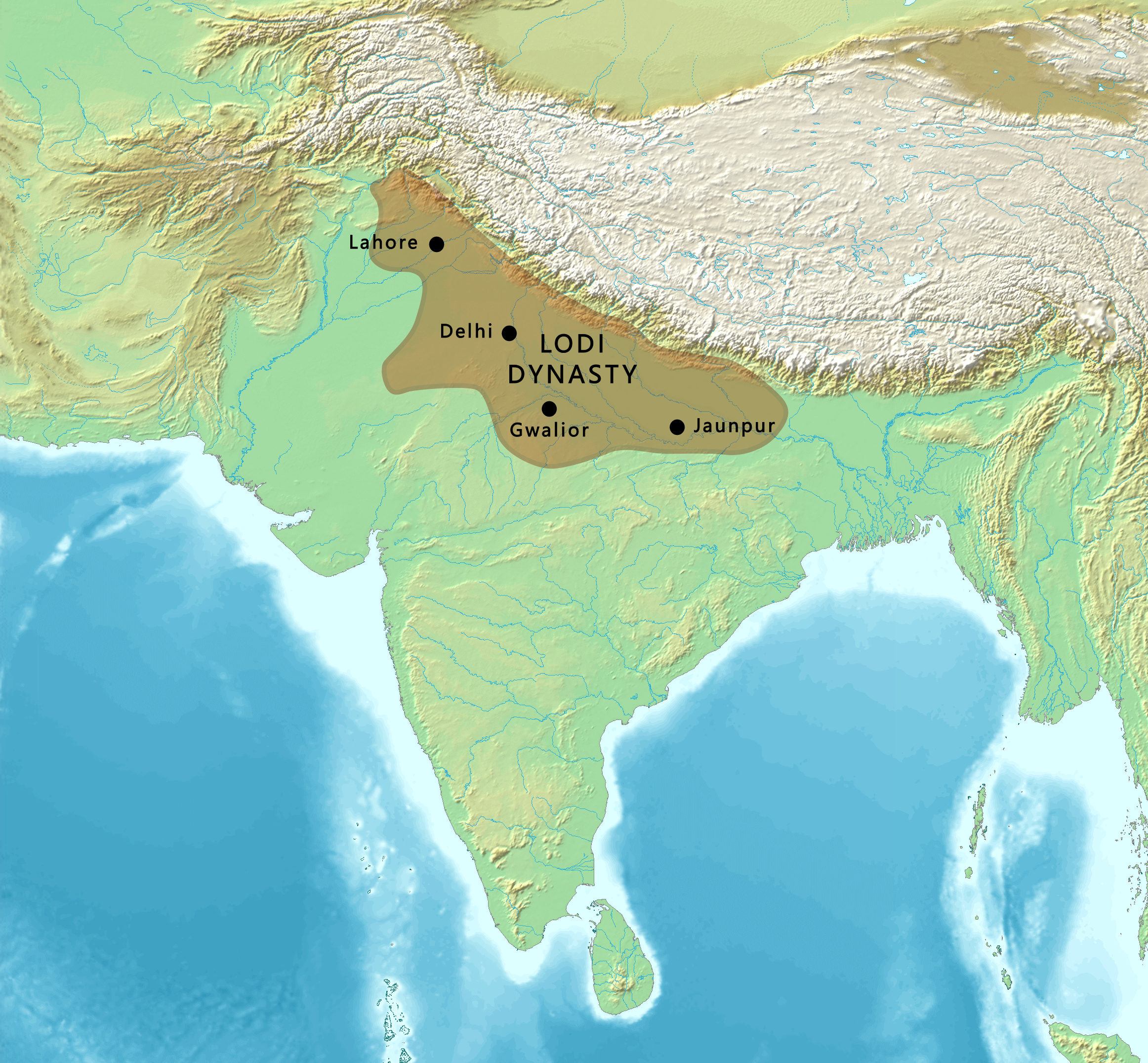
로디 술탄국(1451년~1526년)의 영토.

로디 왕조는 파슈툰족 (아프간족) 로디족과 관련된 아프간 또는 투르크-아프간 왕조였다. 왕조의 창시자인 바흘룰 칸 로디는 로디 부족의 할지였다. 그는 델리 술탄국의 영향력을 확장하기 위해 무슬림 자운푸르 술탄국을 공격하여 통치를 시작했으며, 조약으로 부분적으로 성공했다. 이후 델리에서 바라나시 (당시 벵골 지방의 경계)에 이르는 지역이 다시 델리 술탄국의 영향력 아래에 놓였다.

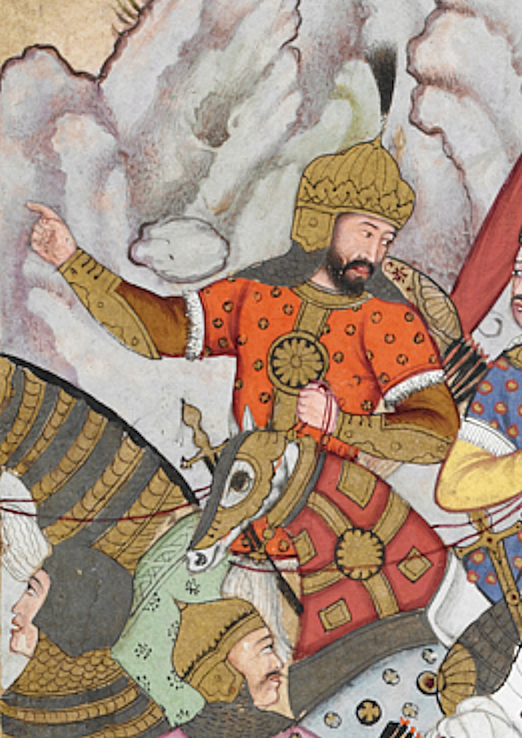
이브라힘 로디, 로디 왕조의 마지막 술탄, 바부르와의 파니파트 전투 (1526년). 바부르나마 c.1590

바흘룰 로디가 사망한 후, 그의 아들 니잠 칸이 권력을 장악하여 시칸다르 로디로 이름을 바꾸고 1489년부터 1517년까지 통치했다. 이 왕조의 가장 잘 알려진 통치자 중 한 명인 시칸다르 로디는 형제 바르박 샤를 자운푸르에서 추방하고 아들 잘랄 칸을 통치자로 임명한 후, 비하르주를 차지하기 위해 동쪽으로 나아갔다. 비하르의 무슬림 총독들은 공물과 세금을 지불하는 데 동의했지만, 델리 술탄국과는 독립적으로 운영되었다. 시칸다르 로디는 특히 마투라 주변의 사원 파괴 캠페인을 이끌었다. 그는 또한 수도와 궁정을 델리에서 아그라로 옮겼는데, 아그라는 델리 술탄국 초기 약탈과 공격으로 파괴된 고대 힌두 도시였다. 시칸다르는 이로 인해 자신의 통치 기간 동안 아그라에 인도-이슬람 건축 양식의 건물을 세웠고, 아그라의 성장은 델리 술탄국이 끝난 후 무굴 제국 시대에도 계속되었다.
시칸다르 로디는 1517년에 자연사했으며, 그의 둘째 아들 이브라힘 로디가 권력을 장악했다. 이브라힘은 아프간과 페르시아 귀족 또는 지역 추장들의 지지를 얻지 못했다. 이브라힘은 형 잘랄 칸을 공격하여 살해했는데, 잘랄 칸은 그의 아버지가 자운푸르의 총독으로 임명했으며 아미르와 추장들의 지지를 받았다. 이브라힘 로디는 권력을 공고히 할 수 없었고, 잘랄 칸의 죽음 이후 펀자브의 총독인 다울라트 칸 로디는 무굴 제국의 바부르에게 연락하여 델리 술탄국을 공격하도록 초대했다. 바부르는 1526년 파니파트 전투에서 이브라힘 로디를 격파하고 살해했다. 이브라힘 로디의 죽음으로 델리 술탄국은 종말을 고하고 무굴 제국이 그 뒤를 이었다.

## 통치와 정치
역사가 피터 잭슨은 뉴 케임브리지 이슬람사에서 다음과 같이 설명한다: "초기 델리 술탄국의 엘리트는 압도적으로 이란과 중앙아시아에서 온 1세대 이민자들로 구성되어 있었다. 이들은 페르시아인, 튀르크족, 고르인, 그리고 현대 아프가니스탄의 더운 지역(가름시르)에서 온 할라지족이었다."

### 정치 체제
이사미와 바라니와 같은 중세 학자들은 델리 술탄국의 전 역사가 가즈나 왕조 국가에 있다고 제안했고, 그 통치자인 마흐무드 가즈나비가 델리 정권 수립에 필수적인 기초와 영감을 제공했다고 보았다. 몽골과 힌두 군주국은 이러한 서사에서 위대한 "타자"였으며, 이상적인 국가의 페르시아적이고 계급 의식적인 귀족적 미덕은 가즈나 왕조 국가에서 창의적으로 기념되었고, 이제 델리 술탄국의 템플릿이 되었다. 역사적 서사 속에 놓임으로써 술탄국이 무슬림 국가의 위대한 전통 속에 더 자성적이고 선형적인 뿌리를 내릴 수 있게 되었다. 시간이 지남에 따라, 연속적인 무슬림 왕조들은 "몽골과 힌두 왕조 모두에 대한 지속적인 무력 투쟁을 위해 인적 물적 자원을 동원하는 임무를 가진 페르시아 전통의 중앙 집권화된 구조"를 만들었다. 군주는 힌두인들의 술탄이나, 예를 들어 하리아나 사람들의 술탄이 아니라, 술탄국의 연대기 작가들의 눈에는 무슬림들이 최근 시대에 "슈타츠폴크(Staatsvolk)"라고 불리는 것을 구성했다. 많은 무슬림 관찰자들에게 이슬람 세계 내의 어떤 통치자에 대한 궁극적인 정당성은 신앙의 보호와 증진이었다. 술탄들에게는 그들의 가즈나 왕조와 고르 왕조 선조들과 마찬가지로 이단 무슬림들의 진압이 수반되었고, 피루즈 샤는 그가 아샤브 이 하드 우 이바다트(일탈자들과 자유주의자들)에 맞서 행동했다는 사실에 어떤 중요성을 부여했다. 이는 또한 독립적인 힌두 군주국으로부터 약탈하고 공물을 갈취하는 것을 포함했다. 인도가 무슬림 국가로 변모했다고 믿었던 피루즈 샤는, "무슬림 국가에 사는 딤미는 감히 행동할 수 없다"고 선언했다.
이슬람 통치에 복종한 힌두 왕국들은 인도 아대륙 내의 교육받은 무슬림 공동체의 넓은 스펙트럼에 따라 "보호받는 민족"으로 분류되었다. 증거의 균형은 14세기 후반, 또는 그 이전에도 지즈야가 비무슬림에 대한 차별적 세금으로 부과되었다는 것인데, 비록 당시에도 그러한 조치가 무슬림 권위의 주요 중심지 밖에서는 어떻게 시행될 수 있었는지 이해하기 어렵다. 델리 술탄국은 또한 이전 힌두 정치 체제의 통치 관습을 계속하여, 독점적인 최고 통제보다는 일부 신민에 대한 종주권을 주장했다. 이에 따라 정복된 일부 힌두 통치자들의 자율성과 군사에 간섭하지 않았으며, 힌두 봉신들과 관리들을 자유롭게 포함시켰다.

### 경제 정책 및 행정

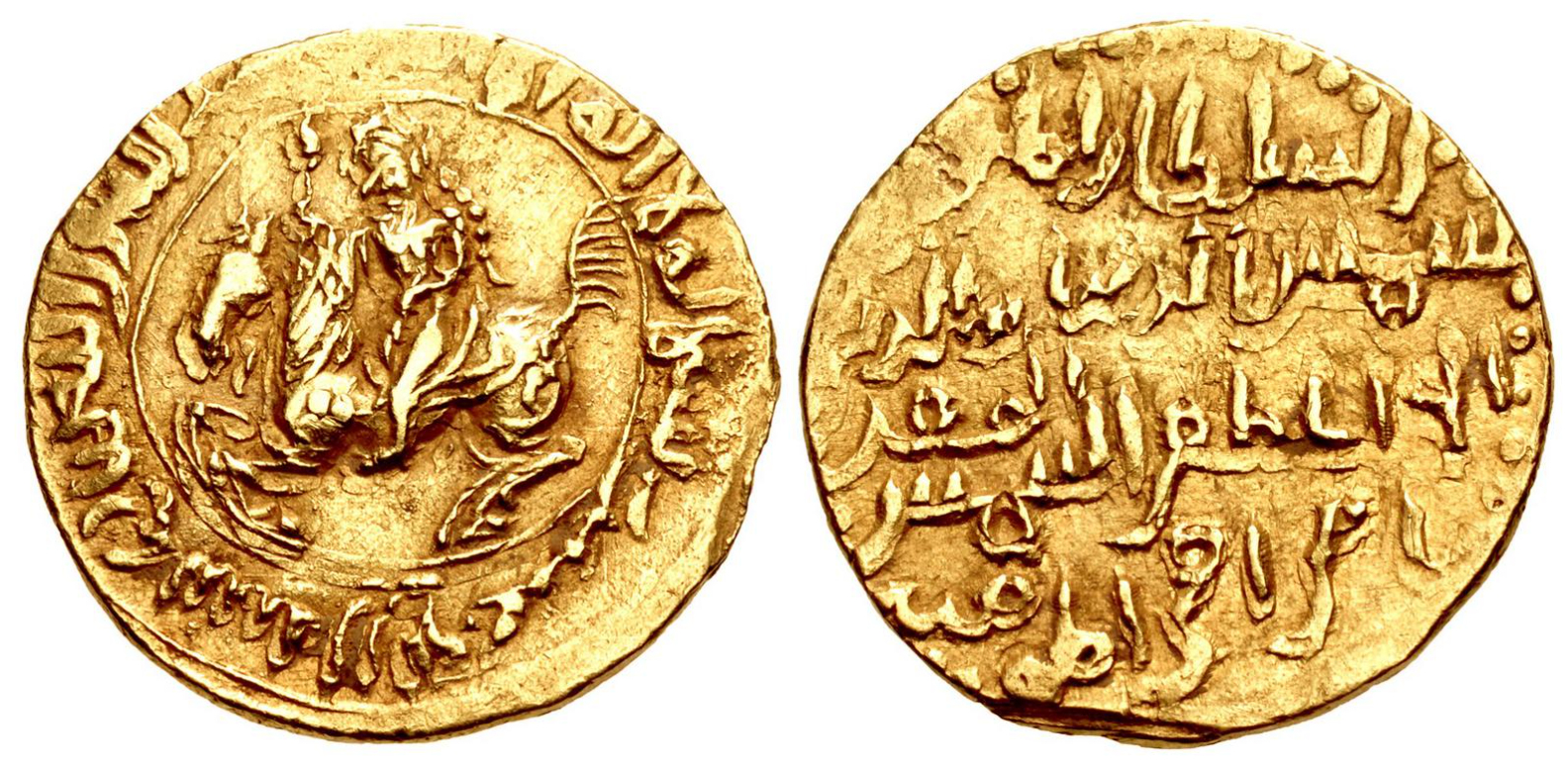
기야스 알딘 이와드 (벵골 총독, 1217년~1220년)의 주화. 델리 술탄 일투트미시의 이름으로 주조됨.

델리 술탄국의 경제 정책은 고전 힌두 왕조에 비해 경제에 대한 정부 개입이 더 많았으며, 정부 규정을 위반하는 개인 사업체에 대한 처벌이 강화된 것이 특징이었다. 알라웃딘 할지는 사설 시장을 4개의 중앙 정부 운영 시장으로 대체하고, "시장 관리자"를 임명했으며, 모든 종류의 상품에 대해 엄격한 가격 통제를 시행했다. "캡에서 양말까지; 빗에서 핀까지; 채소에서 국까지, 과자에서 차파티까지" (지아 웃딘 바라니 [c. 1357]의 주장) 가뭄 기간에도 가격 통제는 유연하지 않았다. 자본가 투자자들은 말 거래에 참여하는 것이 완전히 금지되었고, 동물 및 노예 중개인은 수수료를 징수하는 것이 금지되었으며, 모든 동물 및 노예 시장에서 개인 상인들이 제거되었다. 사재기 및 매점매석이 금지되었고, 곡물 저장고는 국유화되었으며, 경작자들이 개인적으로 사용할 수 있는 곡물의 양에도 제한이 가해졌다.
다양한 허가 규칙이 부과되었다. 상인 등록이 의무화되었고, 특정 직물과 같은 고가품은 일반 대중에게 "불필요한" 것으로 간주되어 국가의 허가증이 있어야만 구매할 수 있었다. 이 허가증은 아미르, 말리크, 기타 정부의 중요 인물들에게 발급되었다. 농업세는 50%로 인상되었다.
상인들은 규제를 부담스러워했고, 위반 시에는 엄중한 처벌을 받아 상인들 사이에서 불만이 커졌다. 시스템의 이행을 보장하기 위해 첩보망이 구축되었다. 할지의 사망 후 가격 통제가 해제된 후에도 바라니는 그의 첩보원들에 대한 두려움이 남아있었고 사람들이 고가품 거래를 계속 피했다고 주장한다.

### 사회 정책

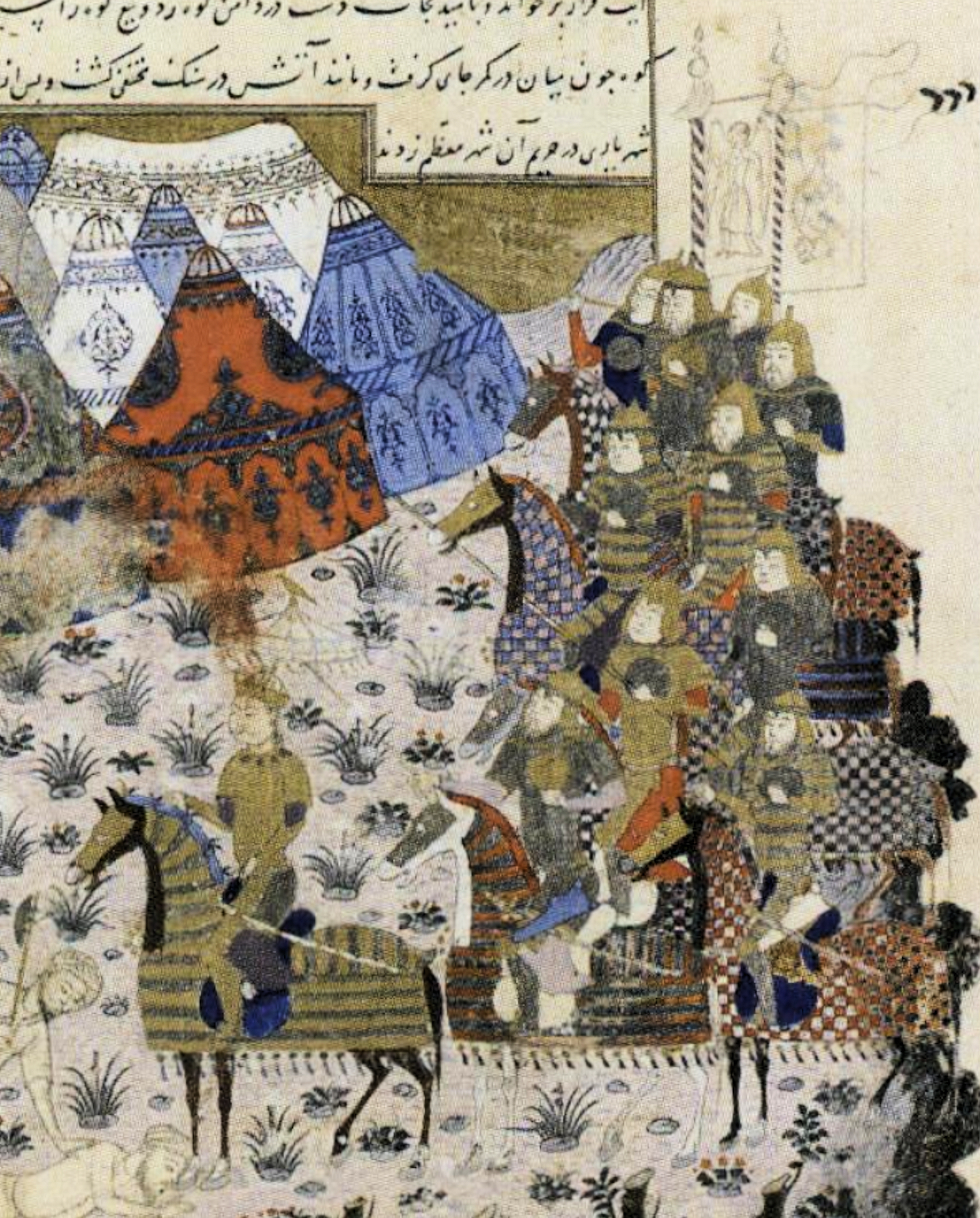
1324년 미틸라 도시 점령 시 기야스 알딘 투글루크가 군대를 이끄는 모습. 투글루크 궁정의 일원인 이크티산 다비르의 바사틴 알 운스에서. 1410년경 잘라이르 술탄국 사본으로, 1326년 원본은 소실됨. 이스탄불, 톱카피 궁전 박물관 도서관, Ms. R.1032.

술탄국은 예술에서 의인화된 표현에 대한 이슬람 종교적 금기를 시행했다.

### 군대
델리 술탄국군은 처음에는 무함마드 고리의 튀르크 맘루크 군사 노예들로 구성되었다.
이 동남아시아 술탄국 군대의 핵심은 와지흐라고 불리는 투르코-아프간 정규 부대였는데, 이들은 노예 출신의 정예 기마 궁수들로 구성되었다. 델리 술탄국의 주요 군사적 기여는 몽골 제국의 인도 침공을 성공적으로 격퇴한 것인데, 이는 몽골의 침공이 중국, 페르시아, 유럽에 그랬던 것처럼 인도 아대륙에 파괴적일 수 있었기 때문이다. 델리 술탄국이 아니었다면 몽골 제국은 인도를 성공적으로 침공했을 수도 있었다.
군대의 규모는 시대에 따라 변한다. 역사가들은 할지 왕조 시대의 델리 술탄국이 30만~40만 명의 기마 기병과 2,500~3,000마리의 전투 코끼리를 상비군으로 유지했다고 말한다. 그 후계 국가인 투글루크 왕조는 군대를 50만 명의 기마 기병으로 더욱 확장했다.

## 경제
일부 역사가들은 델리 술탄국이 인도를 더욱 다문화적이고 국제적인 곳으로 만드는 데 기여했다고 주장한다. 델리 술탄국의 인도 설립은 몽골 제국의 확장과 비교되며 "유라시아의 많은 지역에서 유목민들이 중앙아시아의 스텝 지대에서 이주하여 정치적으로 지배적이게 된 더 큰 추세의 일부"라고 불린다.
앵거스 매디슨에 따르면, 1000년에서 1500년 사이에 인도 GDP는 술탄국이 상당 부분을 차지했으며, 1500년에는 거의 8% 성장하여 605억 달러에 달했다. 전체 GDP 비중은 33%에서 22%로 감소했지만 매디슨의 추정치에 따르면, 이 기간 동안 인구는 1200년 8500만 명에서 1500년 1억 100만 명으로 거의 50% 증가했다.
델리 술탄국 시대는 인도 아대륙에서 기계 기술의 사용이 증가한 시기와 일치한다. 인도는 이전에도 이미 매우 정교한 농업, 식량 작물, 직물, 의약품, 광물, 금속을 보유하고 있었다. 수차는 또한 중국 승려들과 아랍 여행자 및 작가들이 그들의 책에서 묘사했듯이 인도에 이전에 존재했다. 델리 술탄국 시대에는 톱니바퀴가 달린 수차와 기타 톱니바퀴, 도르래, 캠, 크랭크가 있는 기계 등 다양한 기계 장치가 이슬람 세계에서 인도로 도입되었다. 나중에 무굴 황제 바부르는 델리 술탄국에서 수차 사용에 대한 설명을 제공했다.

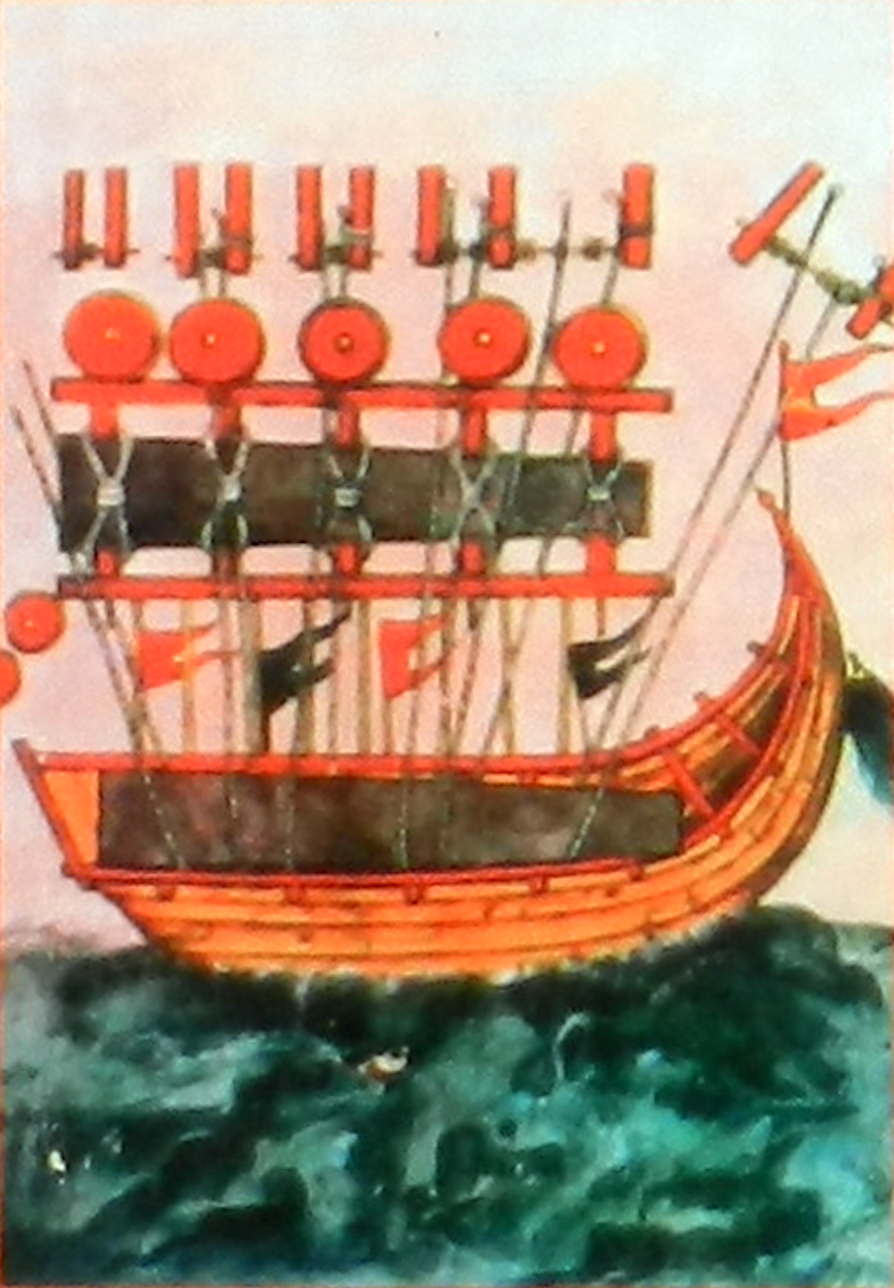
델리-토프라 기둥을 델리로 운반하는 모습. 14세기 삽화인 시라트 이 피루즈 샤히에서.

역사가 아놀드 페이시와 이르판 하비브에 따르면, 물레는 델리 술탄국 시대에 이란에서 인도로 도입되었다. 스미스와 코트런은 기원전 첫 천년기 후반에 인도에서 발명되었다고 제안했지만, 페이시와 하비브는 초기 면방적에 대한 언급이 물레를 지칭하는 것이 아니라 손방적을 의미할 가능성이 더 높다고 말했다. 인도에서 물레에 대한 가장 초기 명확한 언급은 1350년으로 거슬러 올라간다. 웜 기어 롤러 조면기는 13세기 또는 14세기에 발명되었다. 하비브는 이 개발이 아마도 인도 반도에서 발생한 후 무굴 시대에 인도 전역으로 더 널리 퍼졌을 것이라고 말한다. 조면기에 크랭크 핸들이 통합된 것은 델리 술탄국 후기 또는 무굴 제국 초기 어느 시점에 나타났을 수 있다.
인도와 중국은 수천 년의 역사 동안 연결되어 있었다. 종이는 빠르면 6세기 또는 7세기부터 인도의 일부 지역에 도달했는데, 처음에는 중국 여행자들과 인도가 잘 연결되어 있던 고대 실크로드를 통해 도달했다. 이전에 일부 역사가들은 종이가 야자수 잎과 자작나무 껍질이 훨씬 더 인기가 많았기 때문에 인기를 얻지 못했다고 믿었지만, 이 이론은 나중에 신뢰를 잃었다. 반면에 종이는 벵골로 다른 경로를 통해 도착했을 수 있는데, 15세기 중국 여행자 마환은 벵골 종이가 희고 "나무껍질"로 만들어졌으며 중국의 제지 방식과 유사하다고 언급했기 때문이다(중동 방식의 넝마와 폐기물 사용과 대조적으로). 이는 중국에서 벵골로 종이가 직접 도착했으며, 종이가 아대륙의 해당 지역에 이미 잘 정착되어 널리 퍼져 있었음을 시사한다.

## 요인

### 인구 통계
현대 역사가들의 매우 불확실한 추정치 중 하나에 따르면, 인도의 총 인구는 서기 1년부터 1000년까지 인도 중왕국 시대 동안 7500만 명으로 대체로 정체되어 있었다. 1000년부터 1500년까지 중세 인도 델리 술탄국 시대 동안 인도는 전체적으로 천년 만에 처음으로 지속적인 인구 증가를 경험했으며, 1500년까지 인구가 거의 50% 증가하여 1억 1000만 명에 달했다.

### 문화

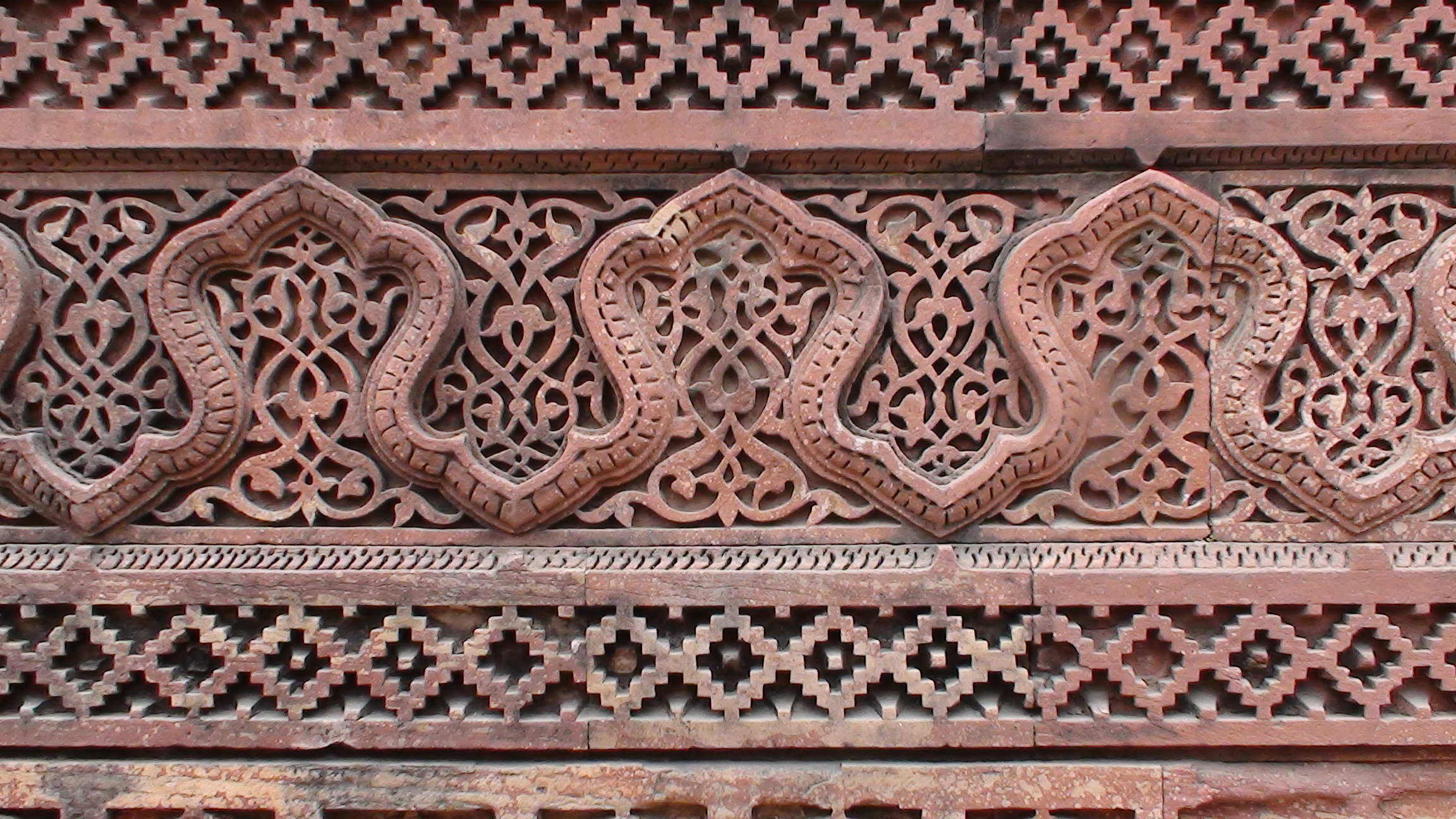
알라이 다르와자의 장식 부조, 1311년.

인도 아대륙은 고대부터 중앙아시아에서 온 침략자들을 맞이했지만, 무슬림 침략이 달랐던 점은 이전 침략자들이 만연한 사회 체제에 동화되었던 것과 달리, 성공적인 무슬림 정복자들은 자신들의 이슬람 정체성을 유지하고 기존 사회 행위 및 윤리 체제를 도전하고 종종 많은 경우 대체하는 새로운 법률 및 행정 체제를 만들었으며, 심지어 비무슬림 경쟁자들과 일반 대중에게까지 큰 영향을 미쳤다는 것이다. 비록 비무슬림 인구는 자신들의 법과 관습에 따라 살도록 내버려두었지만 말이다. 그들은 또한 기존 문화 코드와는 여러 면에서 매우 다른 새로운 문화 코드를 도입했다. 이는 고대 인도 문화와는 다른 혼합된 성격의 새로운 인도 문화의 부상으로 이어졌다. 인도 무슬림의 압도적 다수는 이슬람으로 개종한 인도 원주민이었다. 이 요인 또한 문화의 융합에 중요한 역할을 했다.
힌두스탄어는 델리 술탄국 시대에 나타나기 시작했으며, 북인도의 중세 인도아리아어 아파브람샤 방언에서 발전했다. 13세기 델리 술탄국 시대 북인도에 살았던 아미르 호스로우는 이 시대의 링구아 프랑카였던 힌두스탄어의 한 형태를 자신의 저작에서 사용했으며, 이를 힌드위라고 불렀다.
장교, 술탄, 칸, 말리크, 병사들은 콰레즘 양식의 이슬람 카바스 옷을 입었는데, 이는 몸 중간에 단을 넣었고, 터번과 쿨라는 일반적인 머리쓰개였다. 터번은 쿨라(모자) 위에 감았고, 발은 붉은 부츠로 덮었다. 와지르와 카티브도 병사들처럼 옷을 입었지만, 벨트를 사용하지 않았고, 종종 수피들처럼 앞쪽에 천 조각을 내렸다. 판사와 학자들은 넉넉한 가운(파라지야트)과 아랍 의복(두라)을 입었다.

### 건축

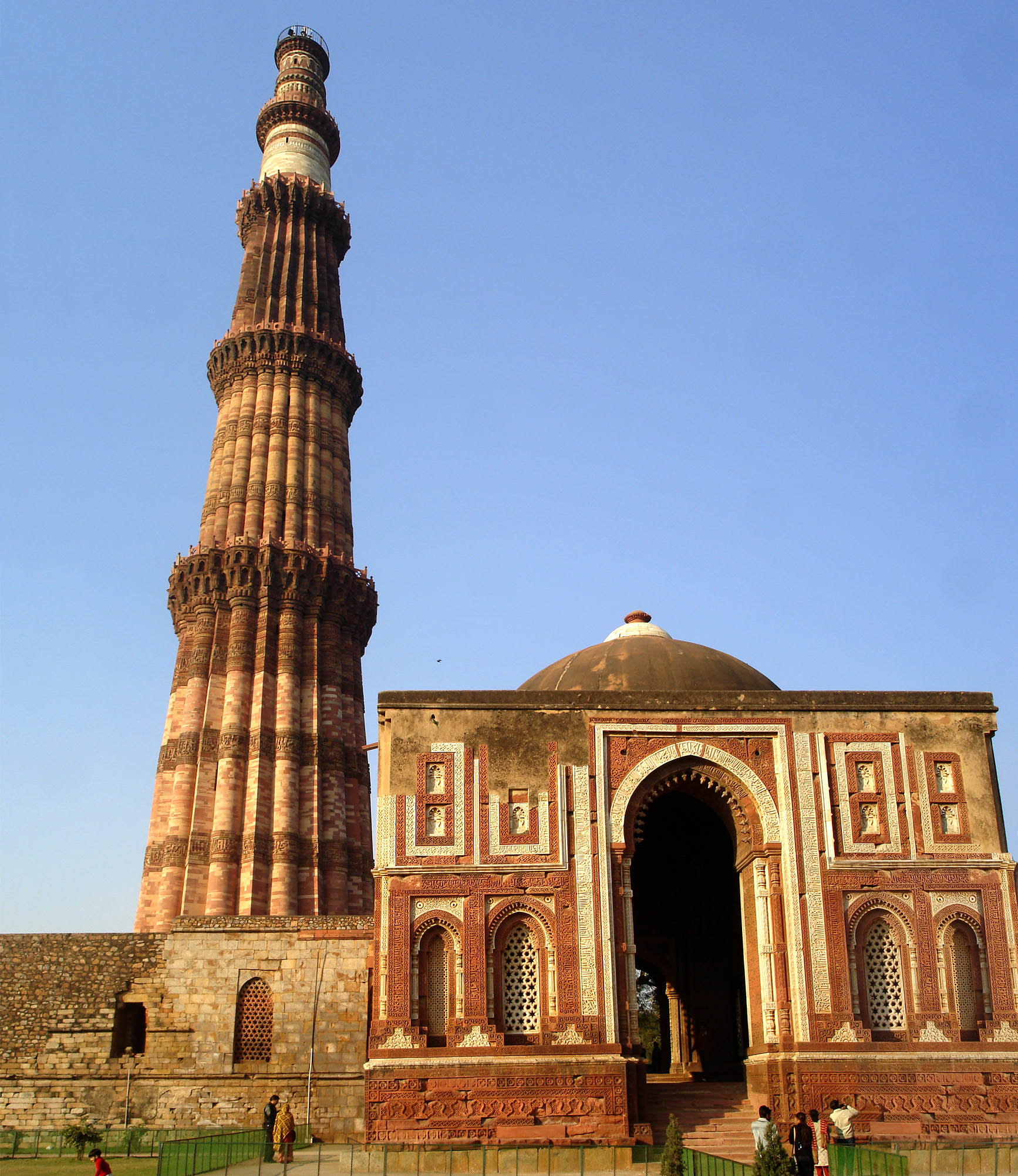
쿠트브 미나르(왼쪽, 1200년경 시작)와 알라이 다르와자 문(1311년) 옆. 델리 쿠트브 미나르 단지.

1206년 쿠트브 웃딘 아이바크 통치 하에 델리 술탄국의 시작은 중앙아시아 양식을 사용하여 인도에 대규모 이슬람 국가를 도입했다. 모스크와 무덤이 가장 흔했던 무슬림 엘리트들이 필요로 하는 대형 건축물의 유형과 형태는 이전에 인도에서 건축되었던 것과는 매우 달랐다. 두 건물 모두의 외부는 매우 자주 큰 돔으로 덮여 있었고 아치를 광범위하게 사용했다. 이 두 가지 특징은 힌두교 사원 건축 및 기타 인도 토착 양식에서는 거의 사용되지 않았다. 두 유형의 건물은 기본적으로 높은 돔 아래에 하나의 큰 공간으로 구성되어 있었으며, 힌두교 사원 건축에 매우 중요한 비유적 조각을 완전히 피했다.
델리의 중요한 쿠트브 미나르 단지는 무함마드 고르 통치 하에 1199년경 시작되어 쿠트브 웃딘 아이바크와 그 후의 술탄들 아래서 계속되었다. 현재는 폐허가 된 쿠와트 울 이슬람 모스크가 첫 번째 건축물이었다. 다른 초기 이슬람 건물과 마찬가지로, 이 모스크도 파괴된 힌두 및 자이나교 사원에서 기둥과 같은 요소를 재사용했으며, 같은 부지에 있던 사원의 기초도 재사용했다. 양식은 이란식이었지만, 아치들은 여전히 전통적인 인도 방식인 코벨 아치였다.
그 옆에는 매우 높은 쿠트브 미나르가 있는데, 이는 미나레트 또는 승리탑으로, 원래의 4개 단은 73미터에 달한다(나중에 마지막 단이 추가됨). 가장 유사한 것은 아프가니스탄의 62미터 높이의 전 벽돌 얌의 첨탑으로, 델리 탑의 시작 시점보다 약 10년 전인 1190년경에 지어졌다. 두 건물 모두 표면이 정교하게 비문과 기하학적 문양으로 장식되어 있다. 델리에서는 기둥이 각 단 꼭대기에 "훌륭한 종유석 모양의 지지대"가 있는 플루트 형태로 되어 있다. 일반적으로 미나레트는 인도에서는 늦게 사용되었고, 존재하는 경우에도 주 모스크와 분리되어 있는 경우가 많다.
일투트미시의 묘는 1236년까지 추가되었다. 그 돔은 스퀸치 또한 코벨형이었고, 현재는 사라졌으며, 복잡한 조각은 낯선 전통에서 작업하는 조각가들로부터 "각진 거침"을 가지고 있다고 묘사되었다. 다른 요소들은 다음 두 세기 동안 단지에 추가되었다.
또 다른 아주 초기의 모스크는 1190년대에 시작된 아지메르의 아드하이 딘 카 존프라로, 같은 델리 통치자들을 위해 건설되었으며, 역시 코벨 아치와 돔을 특징으로 한다. 여기에서는 힌두 사원 기둥(그리고 아마도 새로운 기둥 일부)이 세 개씩 쌓여 추가 높이를 달성했다. 두 모스크 모두 앞에 뾰족한 코벨 아치가 있는 커다란 독립형 스크린이 추가되었는데, 아마도 일투트미시 통치 하에 몇십 년 후에 추가된 것으로 보인다. 이 스크린에서는 중앙 아치가 더 높으며, 이완을 모방한 형태이다. 아지메르에서는 더 작은 스크린 아치가 인도에서 처음으로 조심스럽게 물결무늬로 만들어졌다.
1300년경에는 부재를 사용한 진정한 돔과 아치가 건설되었다. 델리의 폐허가 된 발반의 무덤(1287년 사망)이 가장 오래된 잔존물일 수 있다. 1311년의 쿠트브 단지의 알라이 다르와자 문은 여전히 새로운 기술에 대한 조심스러운 접근을 보여주는데, 매우 두꺼운 벽과 얕은 돔을 가지고 있어 특정 거리나 높이에서만 볼 수 있다. 붉은 사암과 흰색 대리암으로 된 대조적인 색상의 석조는 인도-이슬람 건축의 일반적인 특징이 되었는데, 페르시아와 중앙아시아에서 사용된 다색 타일을 대체했다. 뾰족한 아치들은 밑부분에서 약간 모이며, 부드러운 말굽 아치 효과를 주며, 내부 가장자리는 물결무늬가 아니라 연꽃 봉오리를 상징할 수 있는 일반화된 "창날" 돌출부로 장식되어 있다. 투각 석조 스크린은 이곳에 도입되었는데, 이미 사원에서는 오래 전부터 사용되었다.

#### 투글루크 건축

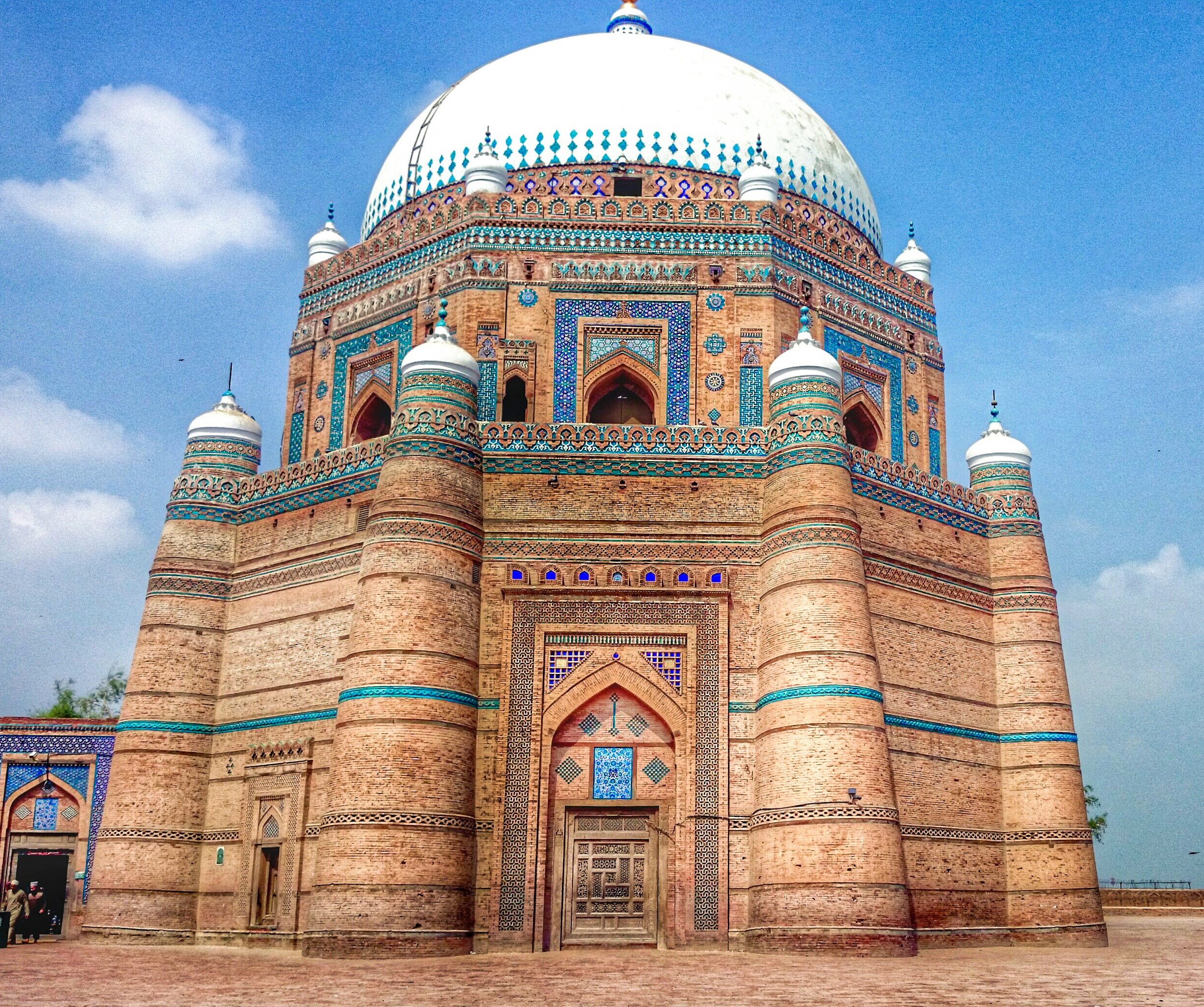
1320년 기야스 알딘 투글루크의 통치 기간 동안 건설된 물탄의 샤 루큰 에 알람의 무덤.

물탄에 있는 샤 루큰 에 알람의 무덤(1320년에서 1324년 사이에 건설)은 다채로운 유약 장식이 있는 커다란 팔각형 벽돌 영묘로, 이란과 아프가니스탄 양식에 훨씬 더 가깝다. 내부에는 목재도 사용되었다. 이것은 투글루크 왕조(1320년~1413년)의 가장 초기 주요 기념물로, 거대한 영토의 지속 불가능한 확장 기간 동안 건설되었다. 이 건물은 술탄이 아닌 수피 성인을 위해 지어졌으며, 많은 투글루크 묘의 대부분은 훨씬 덜 화려하다. 왕조의 창시자인 기야스 알딘 투글루크(1325년 사망)의 묘는 더 엄격하지만 인상적이다. 힌두 사원처럼 작은 아말라카와 칼라샤와 같은 둥근 최상부 장식으로 덮여 있다. 이전에 언급된 건물들과 달리, 이 건물은 조각된 글자가 전혀 없으며, 높은 벽과 성벽이 있는 복합 단지에 위치하고 있다. 이 두 묘는 모두 외벽이 안쪽으로 약간 기울어져 있는데, 델리 묘는 25도 기울어져 있으며, 새로운 수도로 의도되었던 폐허가 된 투글루카바드 요새를 포함한 많은 요새들과 비슷하다.
투글루크 왕조는 정부 건축가와 건설자들을 보유하고 있었으며, 이들과 다른 역할에서 많은 힌두인들을 고용했다. 그들은 많은 건물과 표준화된 왕조 양식을 남겼다. 세 번째 술탄인 피루즈 샤 투글루크 (재위 1351년~1388년)는 직접 건물을 설계했다고 전해지며, 왕조에서 가장 오래 통치하고 가장 많은 건물을 지은 통치자였다. 그의 피루즈 샤 궁전 단지 (1354년 시작)는 하리아나주의 히사르에 위치한 폐허이지만, 일부는 양호한 상태로 남아있다. 그의 통치 시대의 일부 건물들은 이슬람 건축에서는 드물거나 알려지지 않았던 형태를 취하고 있다. 그는 델리의 큰 하우즈 카스 단지에 묻혔는데, 그곳에는 그의 시대와 후기 술탄국 시대의 많은 다른 건물들이 있으며, 기둥만으로 지지되는 여러 개의 작은 돔형 정자도 포함되어 있다.
이 시기에는 인도 이슬람 건축이 높은 페데스탈의 사용과 같은 초기 인도 건축의 일부 특징을 채택했으며, 가장자리를 둘러싼 몰딩, 기둥과 버팀대, 하이포스타일 홀도 포함했다. 피루즈가 사망한 후 투글루크 왕조는 쇠퇴했고, 뒤이은 델리 왕조들은 약했다. 건설된 기념비적인 건물 대부분은 무덤이었지만, 인상적인 델리의 로디 정원(분수, 차르바그 정원, 연못, 무덤, 모스크로 장식됨)은 후기 로디 왕조가 건설했다. 다른 지역 무슬림 국가들의 건축은 종종 더 인상적이었다.

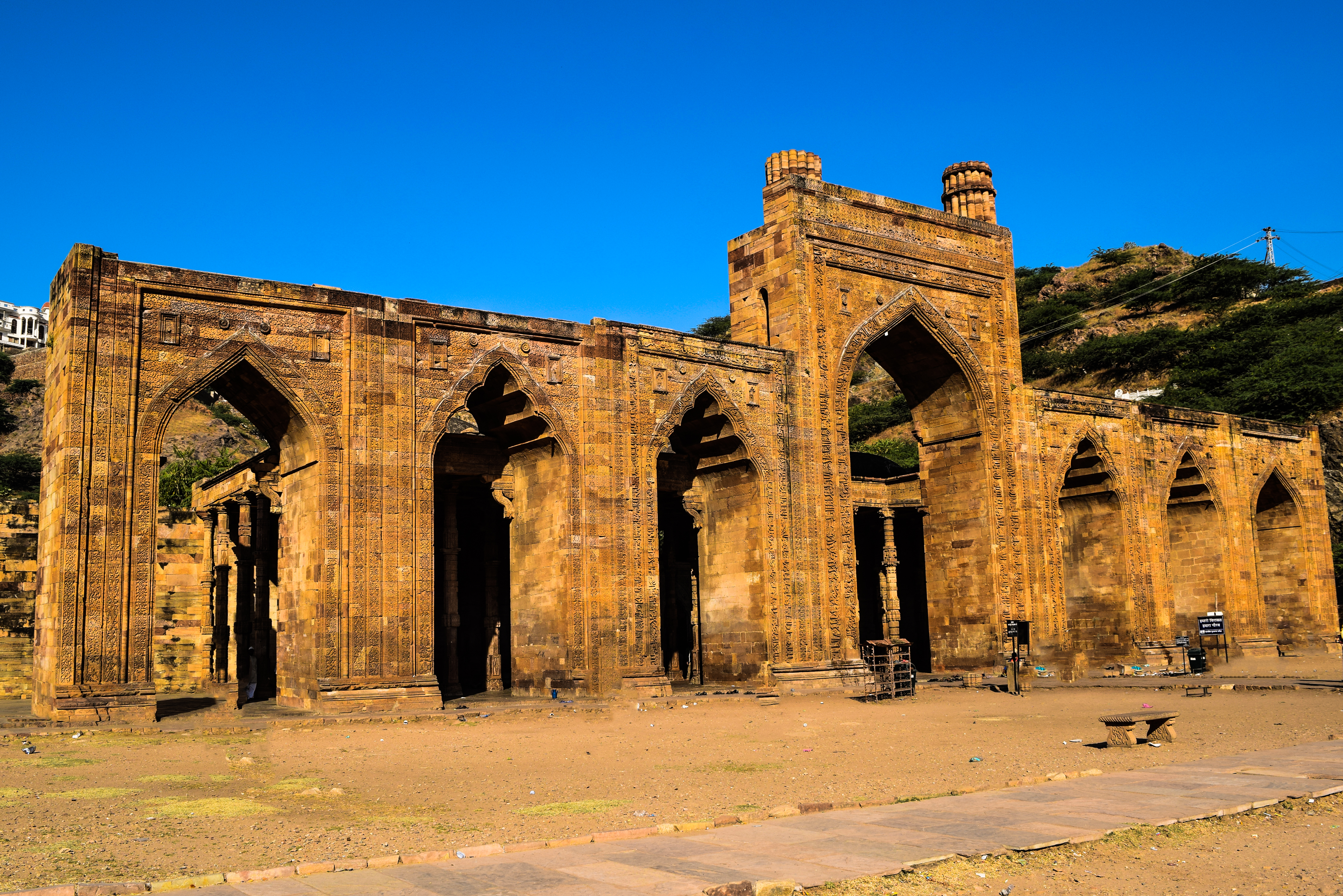
아드하이 딘 카 존프라 모스크의 스크린, 아지메르, 1229년경. 일부는 물결무늬인 코벨 아치.
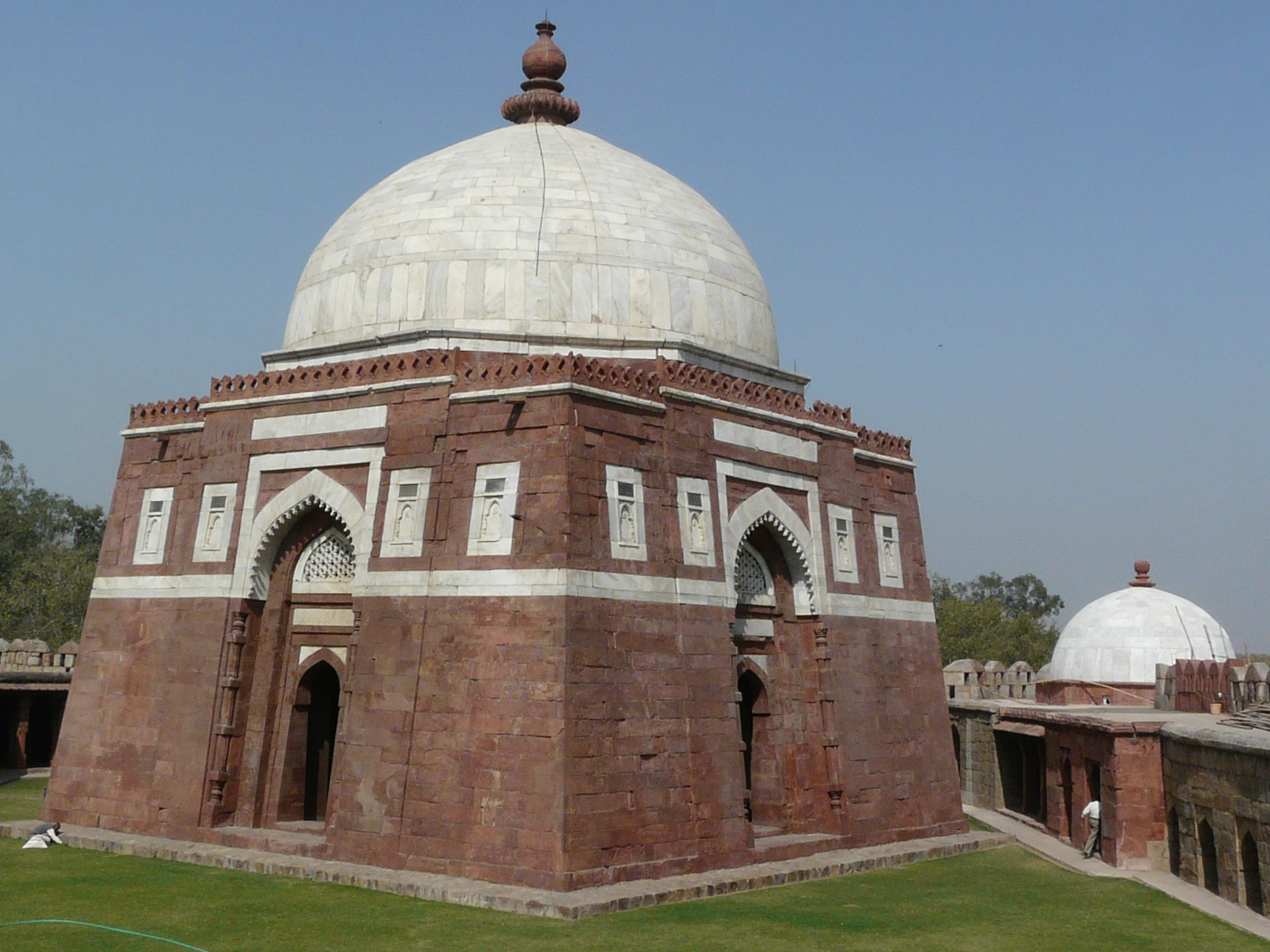
기야스 알딘 투글루크의 묘 (1325년 사망), 델리
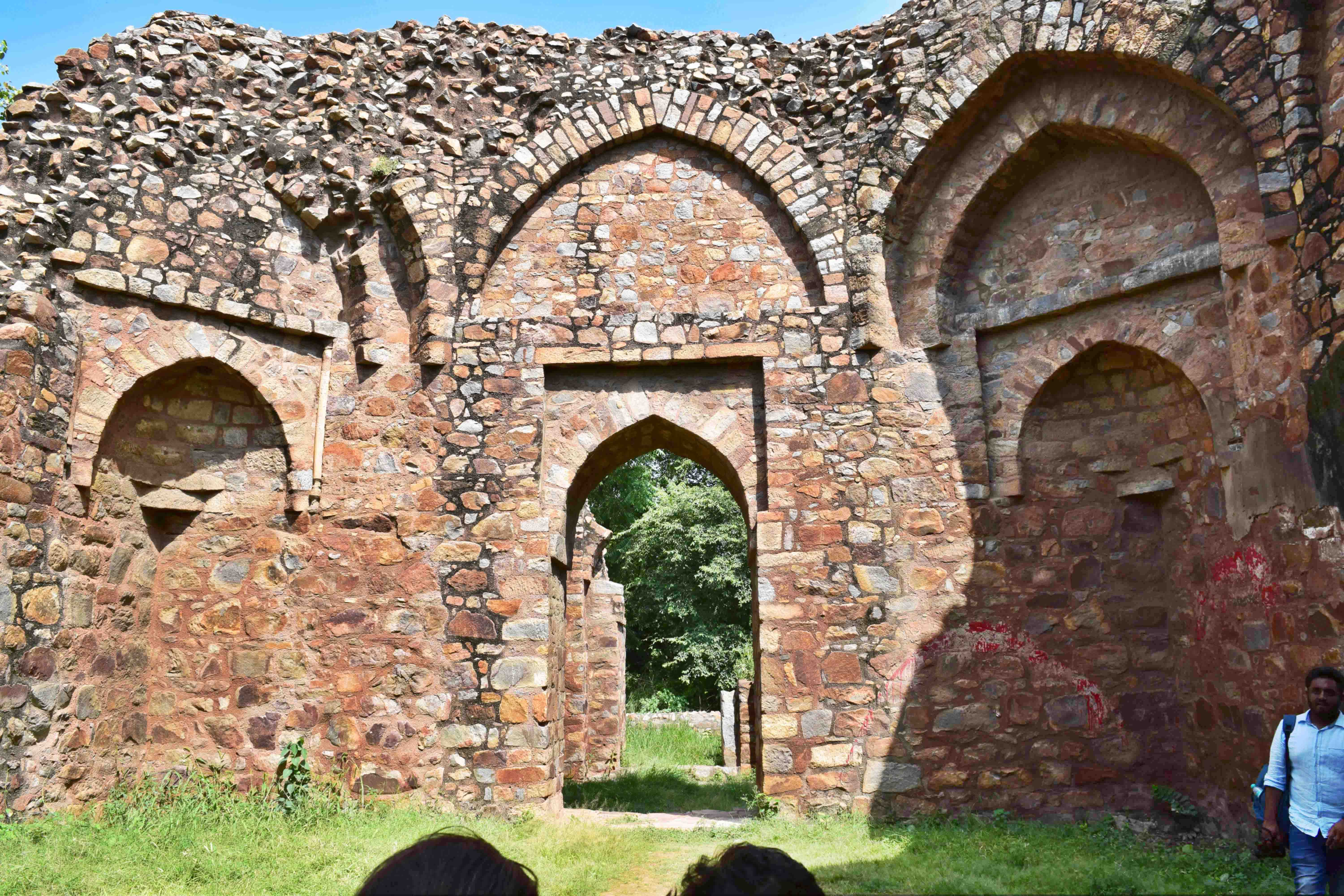
인도 최초의 "진정한" 아치일 가능성. 델리의 발반의 무덤(1287년 사망)
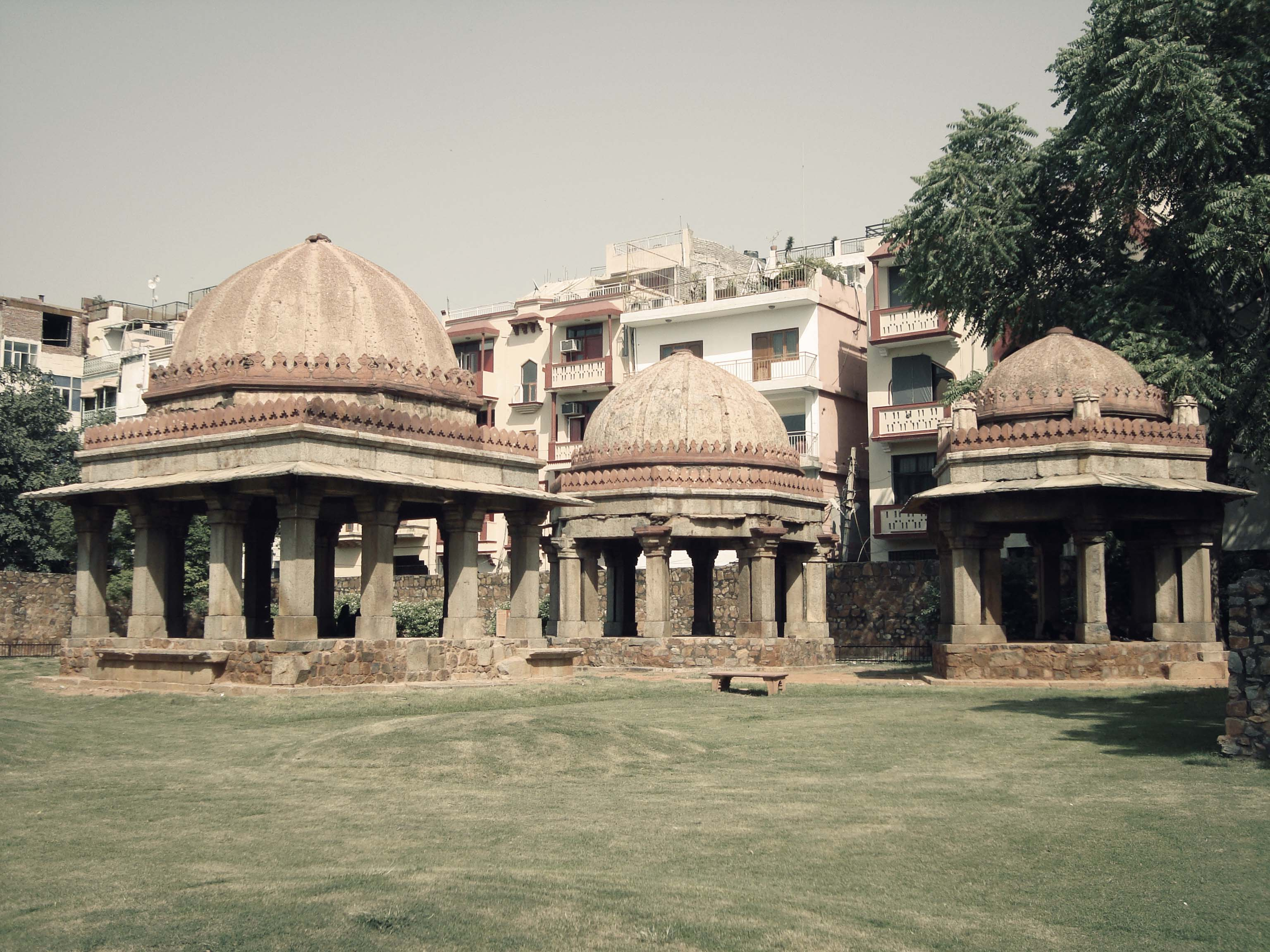
델리의 하우즈 카스 단지에 있는 파빌리온
델리 로디 정원의 시시 굼바드델리 로디 정원의 시시 굼바드
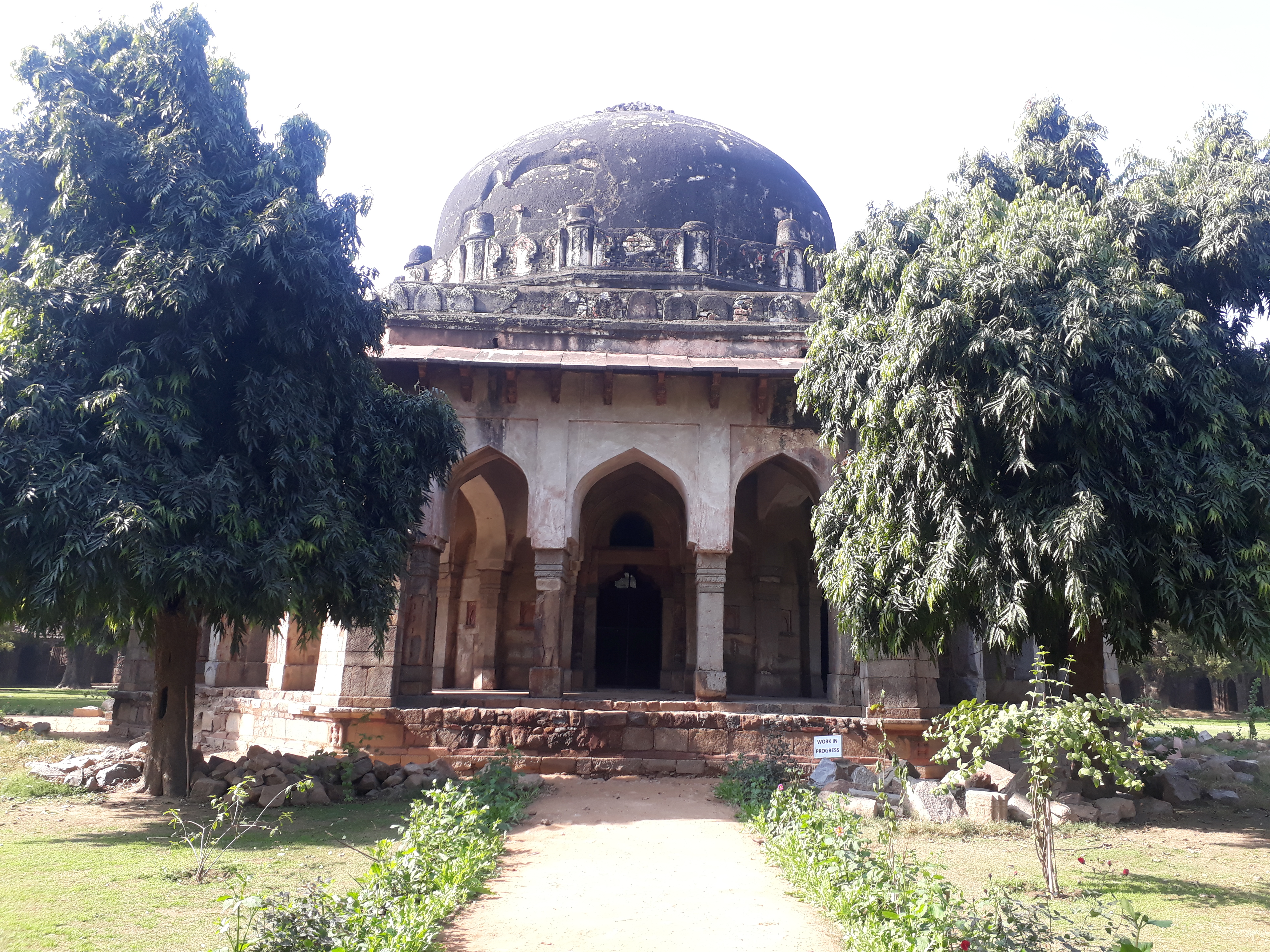
델리 로디 정원의 시칸다르 로디의 묘

## 몰락

### 도시
도시 약탈은 중세 전쟁에서 드문 일이 아니었지만, 델리 술탄국 군대는 군사 원정 중에 도시들을 파괴하는 경우가 많았다. 자이나교 연대기 작가 지나프라바 수리에 따르면, 누스라트 칸 잘레사리의 정복은 아마다바드 (현대 아마다바드), 안힐바드 (현대 파탄), 반탈리, 수라트를 포함한 수백 개의 도시를 파괴했다. 이 기록은 지아 웃딘 바라니에 의해 입증되었다.

### 전투와 학살
- 기야스 웃딘 발반은 메와르와 아와드의 라지푸트를 섬멸하여 약 10만 명을 학살했다.[227]
- 알라웃딘 할지는 치토르에서 3만 명의 사람들을 살해하라고 명령했다.[228]
- 알라웃딘 할지는 데오기리 침공 중 브라만들을 살해하라고 명령했다.[229]
- 찬가에 따르면, 무함마드 빈 투글루크는 스리랑감 약탈 중에 12,000명의 힌두 금욕주의자들을 살해했다고 한다.[230]
- 피루즈 샤 투글루크는 오디샤주 침공 중 18만 명을 살해했다.[231]

### 훼손

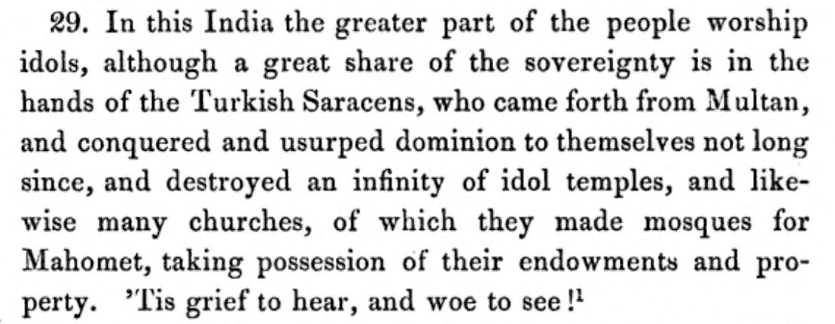
요르단 카탈라는 인도에서 "튀르크 사라센"에 의한 파괴를 목격한 동시대 유럽 증인이다 (1329년~1338년 작성된 미라빌리아 디스크립타 발췌).

역사가 리처드 이턴은 델리 술탄들이 우상과 사원을 파괴한 캠페인을, 그리고 특정 연도에는 사원들이 훼손으로부터 보호받았던 시기와 섞어서 표로 정리했다. 그의 논문에서 그는 1234년부터 1518년까지 델리 술탄국 시대 인도에서 힌두교 사원이 훼손되거나 파괴된 37건의 사례를 합리적인 증거를 바탕으로 나열했다. 그는 이것이 중세 인도에서는 특이한 일이 아니었으며, 642년부터 1520년까지 힌두교 및 불교 왕들이 경쟁하는 인도 왕국들을 상대로 사원을 훼손한 수많은 기록된 사례가 있었고, 다른 힌두 신들의 신자들 간의 갈등뿐만 아니라 힌두교도, 불교도, 자이나교도들 간의 소규모 갈등도 있었다고 언급했다. 그는 또한 델리 술탄들이 힌두인 장관들을 두는 경우가 많았으며, 무슬림 및 힌두 자료 모두에 따르면 사원들을 보호, 유지 및 수리하도록 명령한 사례도 많았다고 언급했다. 예를 들어, 산스크리트어 비문에는 술탄 무함마드 빈 투글루크가 데칸고원 정복 후 비다르의 시바-파르바티 사원을 수리했다고 기록되어 있다. 델리 술탄들은 정복 과정에서 사원들을 약탈하거나 훼손한 후, 정복 후에는 사원들을 후원하거나 수리하는 경향이 있었다. 이러한 경향은 무굴 제국 시대에 악바르의 재상 아불 파즐이 가즈니의 마흐무드와 같은 초기 술탄들의 과도한 행위를 비판하면서 끝났다.
대부분의 경우, 델리 술탄들에 의해 파괴된 사원들의 철거 잔해, 돌, 부서진 조상 조각들은 모스크와 다른 건물을 짓는 데 재사용되었다. 예를 들어, 델리의 쿠트브 단지는 일부 기록에 따르면 27개의 철거된 힌두교 및 자이나교 사원에서 나온 돌들로 지어졌다. 마찬가지로, 마하라슈트라 주 칸푸르의 무슬림 모스크는 힌두 사원에서 약탈되고 철거된 부품들로 지어졌다. 무함마드 바흐티야르 할지는 델리 술탄국 초기에 1193년 오단타푸리와 비크라마쉴라와 같은 불교 종교 중심지를 파괴했다.
힌두교 우상의 얼굴이나 머리 훼손과 사원 파괴 캠페인에 대한 최초의 역사적 기록은 1193년부터 1194년까지 라자스탄, 펀자브, 하리아나, 우타르프라데시에서 구리 지휘 하에 지속되었다. 맘루크와 할지 왕조 하에서는 사원 훼손 캠페인이 비하르, 마디아프라데시, 구자라트, 마하라슈트라로 확장되어 13세기 후반까지 계속되었다. 이 캠페인은 14세기 말리크 카푸르와 울루그 칸 지휘 하에 안드라프라데시, 카르나타카, 타밀나두로 확장되었고, 15세기 바흐마니 왕조에 의해 계속되었다. 오리사 사원들은 14세기 투글루크 왕조 하에 파괴되었다.
파괴 및 훼손 외에도, 델리 술탄국의 술탄들은 손상된 힌두교, 자이나교, 불교 사원의 재건 또는 수리를 일부 금지했다. 특정 경우, 술탄국은 후원자나 종교 공동체가 지즈야 (수수료, 세금)를 지불하면 사원 수리 및 건설을 허가했다. 예를 들어, 중국이 술탄국 군대에 의해 파괴된 히말라야 불교 사원을 수리하려는 제안은 중국이 술탄국의 국고에 지즈야 세금을 지불하는 데 동의할 경우에만 그러한 사원 수리가 허용되었기 때문에 거부되었다. 자이나교 연구 전문가인 에바 드 클레르크에 따르면, 델리 술탄들은 이슬람 법에도 불구하고 술탄국 내에서 새로운 사원 건설을 엄격히 금지하지 않았다. 그의 회고록에서 피루즈 샤 투글루크는 자신이 어떻게 사원들을 파괴하고 대신 모스크를 지었으며, 감히 새 사원들을 지으려는 자들을 죽였는지 묘사한다. 델리 술탄국의 다양한 술탄들의 재상, 아미르, 궁정 역사가들의 다른 역사적 기록들은 그들이 자신들의 원정에서 목격한 우상과 사원들의 장엄함과 그것들이 어떻게 파괴되고 훼손되었는지를 묘사한다.
| 술탄 / 대리인                                                              | 왕조                       | 연도          | 파괴된 사원 유적지 | 주 (인도)                                                                                                |
| -------------------------------------------------------------------------- | -------------------------- | ------------- | --- | --- |
| 무함마드 고르, 쿠트브 웃딘 아이바크 및 무함마드 바흐티야르 할지            | 고르 제국                  | 1192년~1206년 | 아지메르, 사마나, 쿠흐람, 델리, 카라 (우타르프라데시주), 푸슈카르, 아나힐라바다, 콜, 카나우지, 바라나시, 날란다, 오단타푸리, 소마푸라, 비크라마쉴라                                                      | 라자스탄주, 펀자브, 하리아나주, 구자라트주, 우타르프라데시주, 비하르주, 벵골                             |
| 일투트미시, 잘랄 웃딘 할지, 알라우딘 할지, 말리크 카푸르                   | 노예 왕조 및 할지 왕조     | 1211년~1320년 | 빌사, 우자인, 자인, 비자푸르, 데오기리, 엘로라, 로날, 솜나트, 아샤팔리, 캄바트, 밤마나탈리, 수라트, 다르, 만두, 란탐보르, 치토르, 시와나, 잘로르, 한마콘다, 드바라사무드라, 치담바람, 스리랑감, 마두라이 | 비하르주, 마디아프라데시주, 라자스탄주, 구자라트주, 마하라슈트라주, 텔랑가나주, 카르나타카주, 타밀나두주 |
| 울루그 칸, 피루즈 샤 투글루크, 라자 나하르 칸, 무자파르 칸                 | 할지 왕조 및 투글루크 왕조 | 1320년~1395년 | 와랑갈, 보단, 필랄라마리, 간푸르, 드바라사무드라, 벨루르, 소마나타푸라, 푸리, 쿠타크, 자지푸르, 자운푸르, 사인탈리, 이달                                                                                 | 구자라트주, 텔랑가나주, 카르나타카주, 오디샤주, 하리아나주                                               |
| 시칸다르, 무자파르 샤, 아흐마드 샤, 마흐무드                               | 사이이드 왕조              | 1400년~1442년 | 파라스푸르, 비즈베하라, 트리푸레슈바라, 이달, 디우, 만비, 시드푸르, 나바사리, 딜와라, 쿰발메르 | 구자라트주, 라자스탄주                                                                                   |
| 수흐라브, 베이, 바흐마니, 할릴 샤, 카와스 칸, 시칸다르 로디, 이브라힘 로디 | 로디 왕조                  | 1457년~1518년 | 만달가르, 말라나, 드와르카, 알람푸람, 콘다팔리, 칸치푸람, 아모드, 나가르코트, 기르나르, 바드나가르, 주나가드, 파바가드, 우트기르, 나르와르, 카주라호, 괄리오르                                           | 라자스탄주, 구자라트주, 히마찰프라데시주, 마디아프라데시주, 텔랑가나주, 안드라프라데시주, 타밀나두주     |

델리 술탄국 하의 성상 파괴 운동
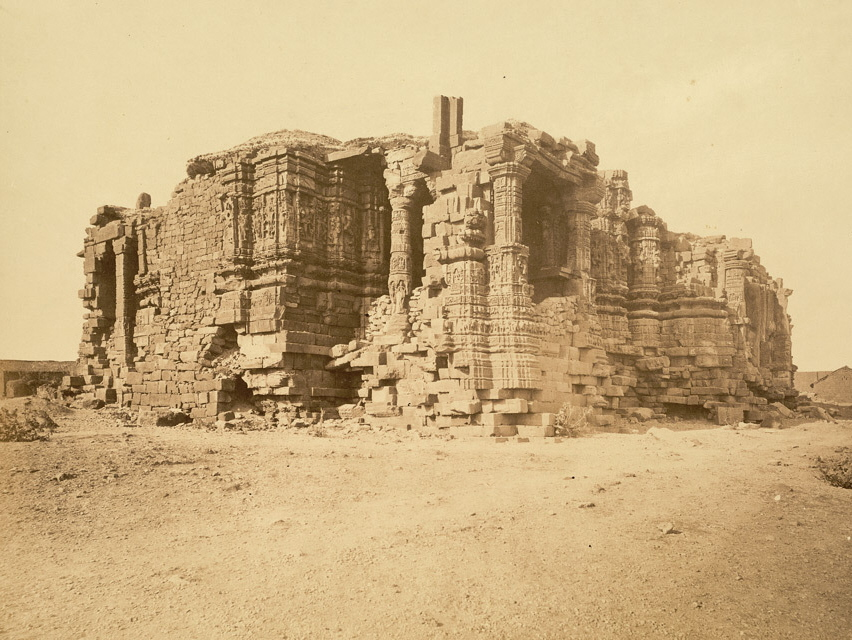
구자라트의 솜나트 사원은 델리 술탄국 군대에 의해 반복적으로 파괴되었고 차울루키아 군대에 의해 재건되었다. 1299년 델리 술탄국 군대에 의해 파괴되었고 그 후에 재건되었다.
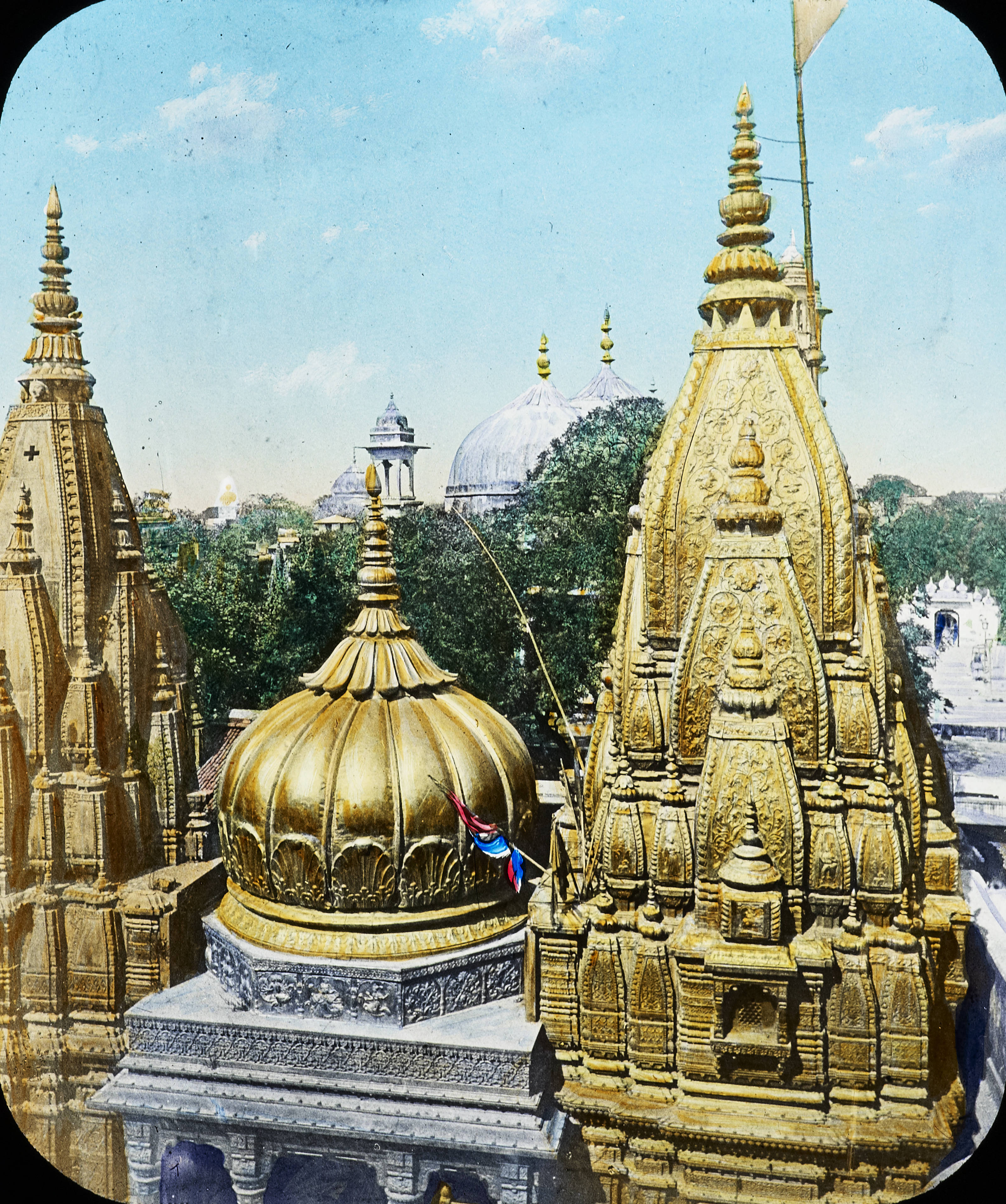
카시 비슈와나트 사원은 무함마드 고르에 의해 바라나시에 있는 수천 개의 다른 사원들과 함께 파괴되었다.
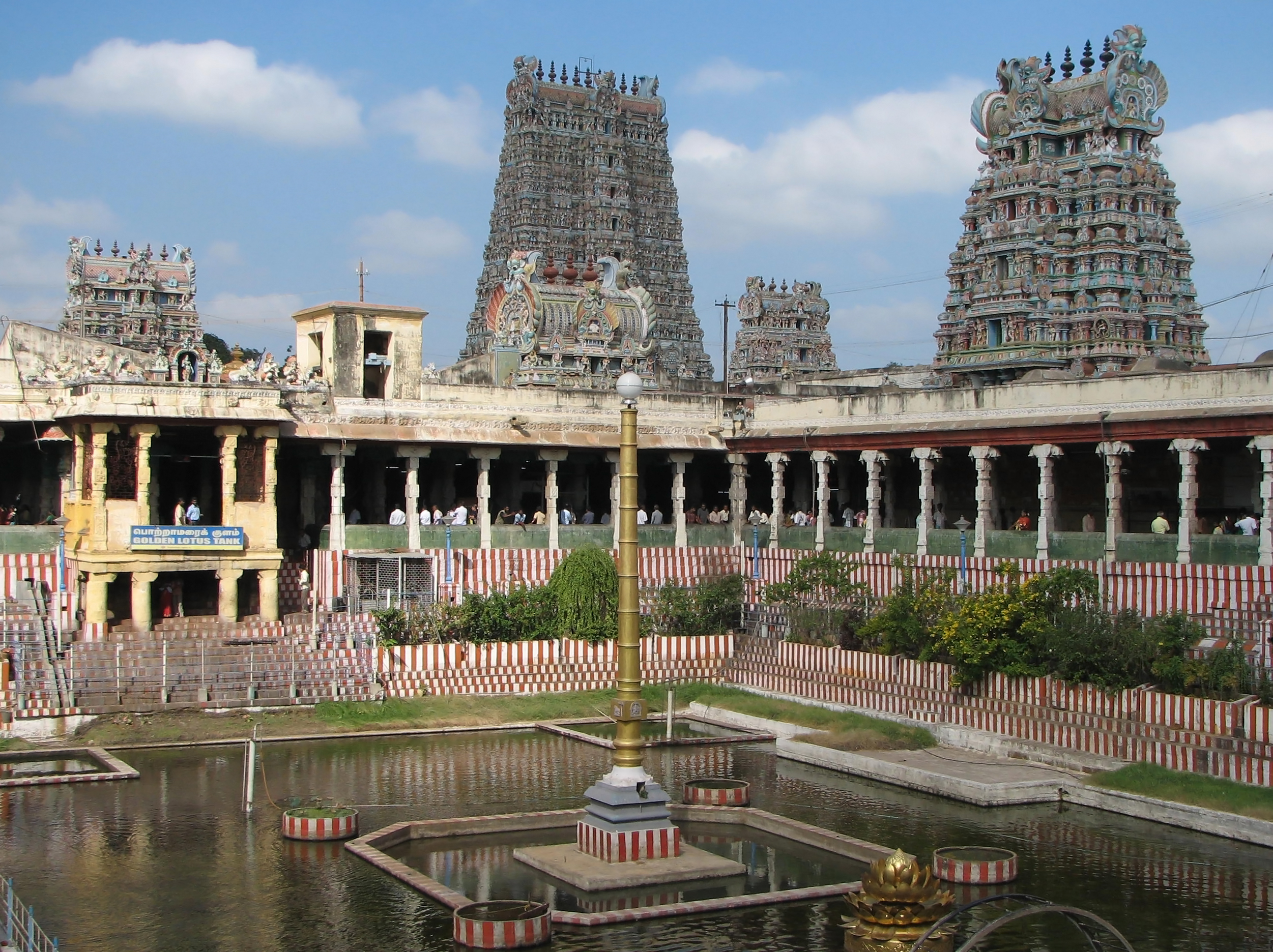
델리 술탄국의 사령관 말리크 카푸르가 이끄는 델리 술탄국 군대는 마두라이의 미나크시 사원을 파괴하고 약탈하여 모든 재산을 강탈했다.
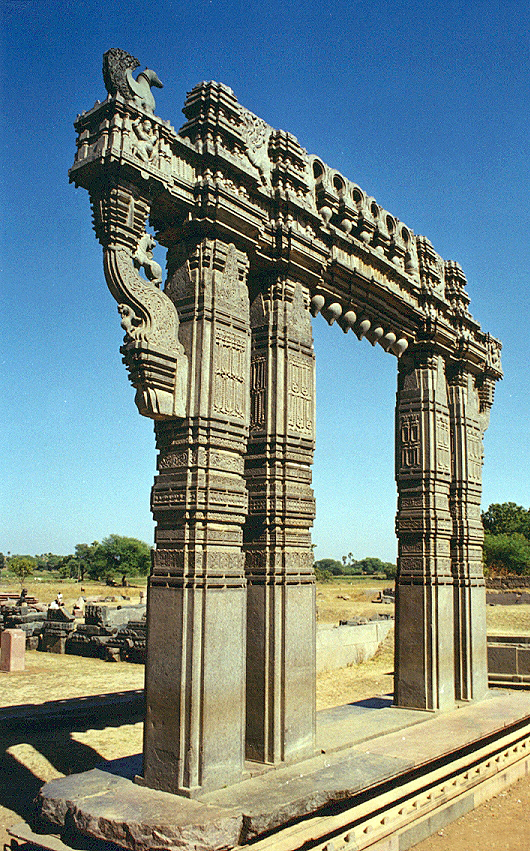
카카티야 칼라 토라남 (와랑갈 문)은 카카티야 왕조가 건설했으며 폐허가 되었다. 델리 술탄국에 의해 파괴된 많은 사원 단지 중 하나이다.
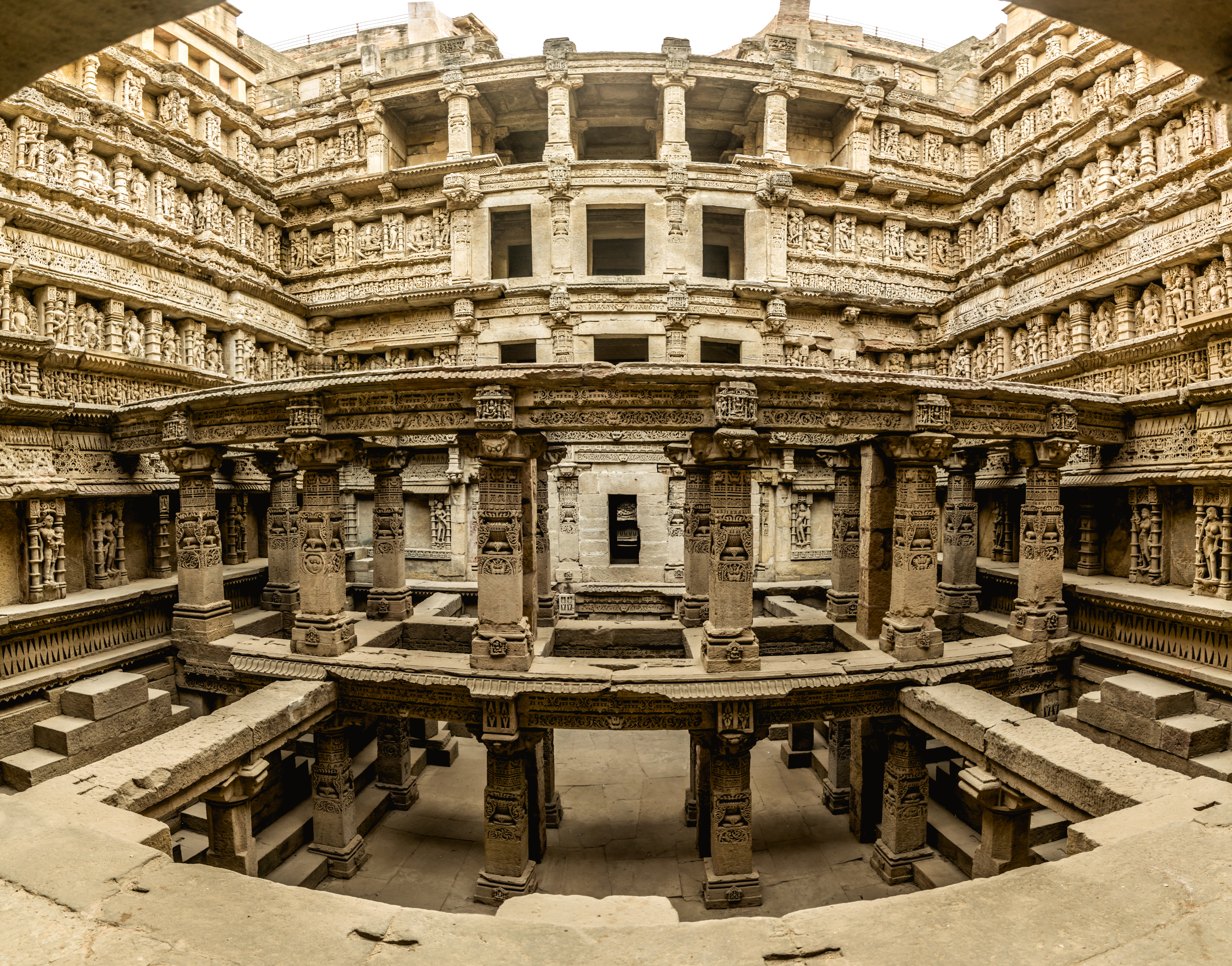
라니 키 바브는 차울루키아 왕조가 건설한 계단식 우물로, 파탄에 위치해 있다. 이 도시는 1200년에서 1210년 사이에 델리 술탄 쿠트브 웃딘 아이바크에 의해 약탈되었고, 1298년 알라우딘 할지에 의해 다시 약탈되었다.
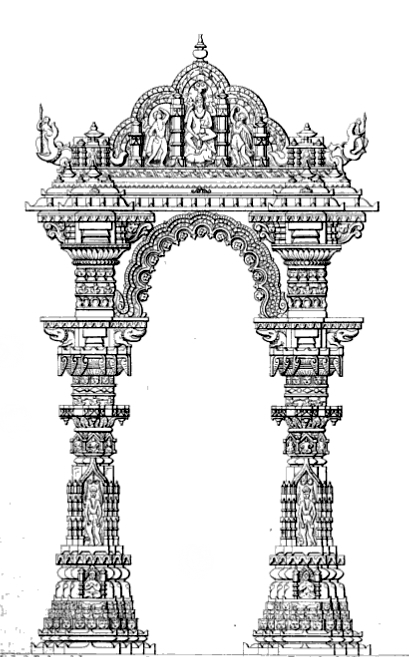
루드라 마할라야 사원의 키르티스타브의 예술적 표현. 이 사원은 알라우딘 할지에 의해 파괴되었다.
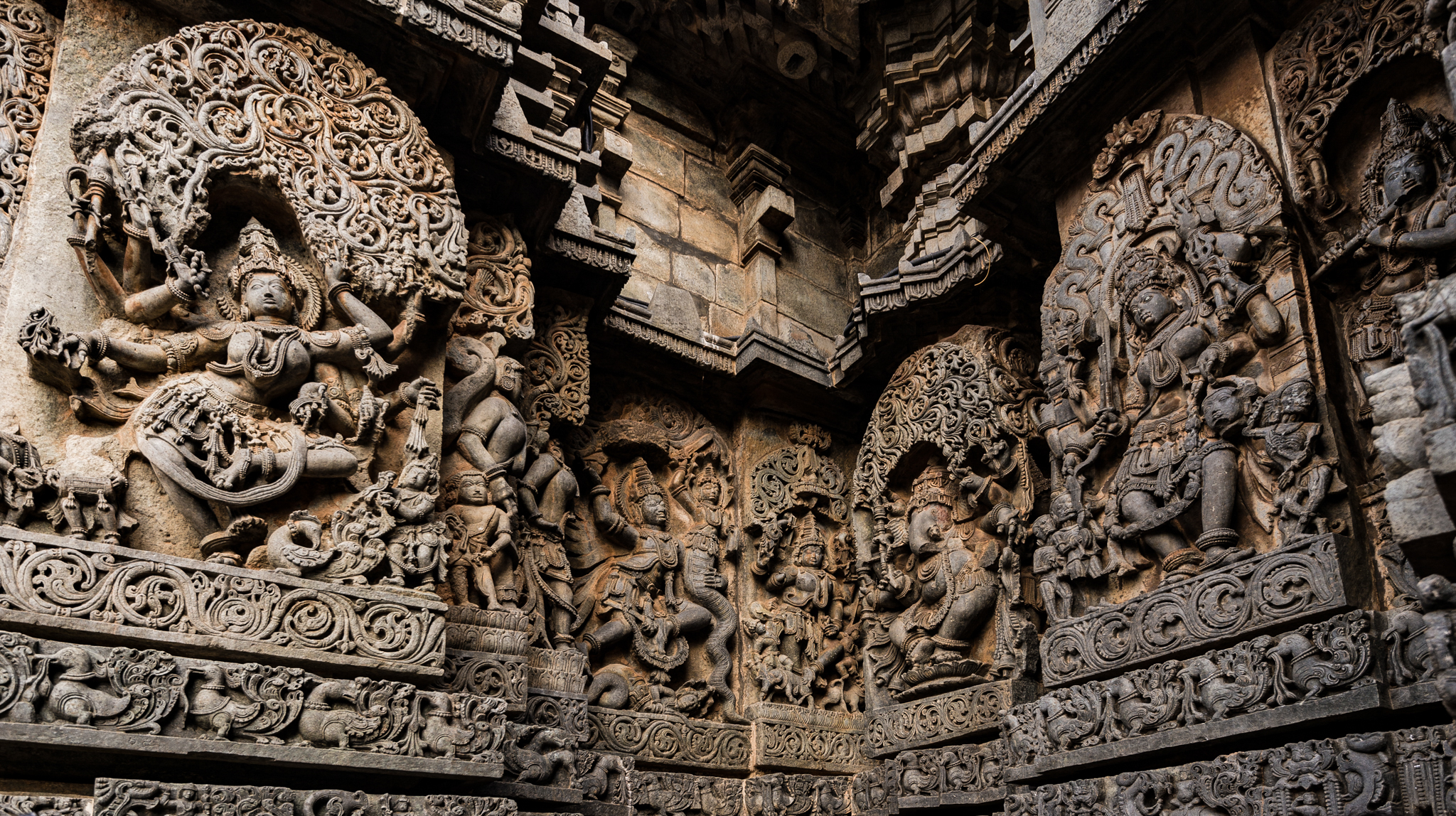
호이살레스와라 사원의 외벽 부조. 이 사원은 델리 술탄국에 의해 두 번 약탈되었다.

### 설명주
1. ↑  웰치와 크레인은 쿠와트 울 이슬람 모스크가 힌두교와 자이나교 사원의 파괴된 잔해로 지어졌다고 언급한다.[53]
2. ↑  기원전 4세기 팔리어 문헌에는 짜까왓따까(cakkavattaka)가 언급되어 있는데, 주석은 이를 아라핫따-가띠-얀따(arahaṭṭa-ghaṭī-yanta, 물레가 달린 기계)로 설명하며, 페이시에 따르면 물을 끌어올리는 장치는 고대 인도에서 로마 제국이나 중국보다 먼저 관개에 사용되었다.[185] 반면 그리스-로마 전통은 이 장치가 로마 제국에서 인도로 도입되었다고 주장한다.[186] 또한 남인도 수학자 바스카라 2세는 영구 운동 장치에 대한 자신의 잘못된 제안에서 1150년경 수차를 설명한다.[187] 스리바스타바는 사키아(Sakia), 즉 아라하따(arahatta)가 실제로 4세기경 인도에서 발명되었다고 주장한다.[188]
3. ↑  또한 가즈니에도 두 개의 거대한 미나레트가 있다.
4. ↑  울루그 칸은 알라 웃딘 할지의 형제로도 알려져 있다. 그의 파괴 캠페인은 두 왕조에 걸쳐 이루어졌다.
5. ↑  솜나트 사원은 술탄들에 의한 파괴와 힌두인들에 의한 재건을 반복했다.

1. ↑  허버트 하르텔은 로디 술탄들을 투르크-아프간이라고 부른다: "로디 왕조의 투르크-아프간 술탄들...".[143]

### 참조주
1. 1 2 3 4  Schwartzberg 1978, 147, map XIV.3 (h)쪽.
2. ↑  Jackson 2003.
3. ↑  Schwartzberg 1978, 39, 148쪽.
4. ↑  For a map of their territory see: Schwartzberg 1978, 147, map XIV.4 (d)쪽
5. ↑  Peter Jackson, The Delhi Sultanate: A Political and Military History, (2003), Cambridge University Press. p.28. ISBN 0521543290
6. ↑  "Arabic and Persian Epigraphical Studies - Archaeological Survey of India 보관됨 2011-09-29 - 웨이백 머신". Asi.nic.in. Retrieved 2010-11-14.
7. ↑  Shally-Jensen, Michael; Vivian, Anthony (2022년 11월 11일). 《A Cultural Encyclopedia of Lost Cities and Civilizations》 (영어). ABC-CLIO. 171쪽. ISBN 978-1-4408-7311-9.
8. 1 2  Delhi Sultanate, Encyclopædia Britannica
9. ↑  A. Schimmel, Islam in the Indian Subcontinent, Leiden, 1980
10. ↑  Chapman, Graham (2016년 1월 29일) [1990]. 〈Religious vs. regional determinism: India, Pakistan and Bangladesh as inheritors of empire〉.   Chisholm, Michael; Smith, David M. 《Shared Space: Divided Space: Essays on Conflict and Territorial Organization》 (영어). Routledge. 106–134쪽. ISBN 978-1-317-35837-4.
11. ↑  K. A. Nizami (1992). 《A Comprehensive History of India: The Delhi Sultanat (A.D. 1206-1526)》 5 2판. The Indian History Congress / People's Publishing House. 198쪽.
12. ↑  Sugata Bose; Ayesha Jalal (2004). 《Modern South Asia: History, Culture, Political Economy》 (영어). Psychology Press. 21쪽. ISBN 978-0-415-30786-4. It was a similar combination of political and economic imperatives which led Muhammad Ghuri, a Turk, to invade India a century and half later in 1192. His defeat of Prithviraj Chauhan, a Rajput chieftain, in the strategic battle of Tarain in northern India paved the way for the establishment of the first Muslim sultanate
13. ↑  K. A. Nizami (1992). 《A Comprehensive History of India: The Delhi Sultanat (A.D. 1206-1526)》 5 2판. The Indian History Congress / People's Publishing House. 198쪽.
14. ↑  Mahajan (2007). 《History of Medieval India》. Chand. 121쪽. ISBN 9788121903646.
15. ↑  Sugata Bose, Ayesha Jalal (1998). 《Modern South Asia: History, Culture, Political Economy》. Psychology Press. 28쪽. ISBN 9780415169523.
16. ↑  M.S. Ahluwalia (1999). 〈Rajput Muslim Relations (1200-1526 A.D.)〉.   Shyam Singh Ratnawat; Krishna Gopal Sharma. 《History and Culture of Rajasthan (From Earliest Times upto 1956 A.D.)》. Centre for Rajasthan Studies, University of Rajasthan. 135쪽. OCLC 264960720. The Khaiji rule proved much stronger for the Rajput principalities ... A new wave of invasions and conquests began, which ended only when practically the whole of India had been bought under the sway of the Delhi kingdom.
17. ↑  Hermann Kulke and Dietmar Rothermund, A History of India, 3rd Edition, Routledge, 1998, ISBN 0-415-15482-0, pp. 187-190.
18. ↑  Smith 1920, Ch. 2, p. 218.
19. ↑  Bates, Crispin (2013년 3월 26일). 《Mutiny at the Margins: New Perspectives on the Indian Uprising of 1857: Volume I: Anticipations and Experiences in the Locality》 (영어). SAGE Publications India. 3–4쪽. ISBN 978-81-321-1336-2.
20. 1 2  Asher & Talbot 2008, 50–52쪽.
21. 1 2  Keith Brown; Sarah Ogilvie (2008), 《Concise Encyclopedia of Languages of the World》, Elsevier, ISBN 978-0-08-087774-7, ... Apabhramsha seemed to be in a state of transition from the Middle Indo-Aryan to the New Indo-Aryan stage. Some elements of Hindustani appear ... the distinct form of the lingua franca Hindustani appears in the writings of Amir Khusro (1253–1325), who called it Hindwi ...
22. ↑  A. Welch, "Architectural Patronage and the Past: The Tughluq Sultans of India", Muqarnas 10, 1993, Brill Publishers, pp. 311-322.
23. ↑  J. A. Page, Guide to the Qutb, Delhi, Calcutta, 1927, pp. 2-7.
24. ↑  Pradeep Barua The State at War in South Asia, ISBN 978-0803213449, pp. 29–30.
25. ↑  Bowering et al., The Princeton Encyclopedia of Islamic Political Thought, ISBN 978-0691134840, Princeton University Press
26. 1 2  Gul and Khan (2008)"Growth and Development of Oriental Libraries in India", Library Philosophy and Practice, 네브래스카 대학교 링컨
27. ↑  “Delhi sultanate | History, Significance, Map, & Rulers | Britannica”. 《www.britannica.com》 (영어). 2023년 11월 17일. 2023년 12월 31일에 확인함.
28. 1 2 3 4  Richard Eaton, Temple Desecration and Muslim States in Medieval India - 구글 도서, (2004)
29. 1 2 3 4 5  Richard Eaton (September 2000). “Temple Desecration and Indo-Muslim States”. 《Journal of Islamic Studies》 11 (3): 283–319. doi:10.1093/jis/11.3.283.
30. ↑  Jackson, Peter (2000). 《The Delhi Sultanate: a political and military history》. Cambridge studies in Islamic civilization Reprint판. Cambridge: Cambridge University Press. ISBN 978-0-521-54329-3.
31. ↑  Ludden 2002, 67쪽.
32. ↑  Asher & Talbot 2008, 50–51쪽.
33. ↑  Jackson 2003, 86쪽.
34. 1 2  Asher & Talbot 2008, 19, 50–51쪽.
35. ↑  Richard M. Frye, "Pre-Islamic and Early Islamic Cultures in Central Asia", in Turko-Persia in Historical Perspective, ed. Robert L. Canfield (Cambridge U. Press c. 1991), 35–53.
36. 1 2 3  See:
  - M. Reza Pirbha, Reconsidering Islam in a South Asian Context, ISBN 978-9004177581, Brill
  - The Islamic frontier in the East: Expansion into South Asia, Journal of South Asian Studies, 4(1), pp. 91–109
  - Sookoohy M., Bhadreswar – Oldest Islamic Monuments in India, ISBN 978-9004083417, Brill Academic; see discussion of earliest raids in Gujarat
37. 1 2 3 4  Jackson 2003, 3–30쪽.
38. ↑  Heathcote, T. A. (1995). 《The Military in British India: The Development of British Land Forces in South Asia, 1600–1947》 (영어). Manchester University Press. 5–7쪽. ISBN 978-0-7190-3570-8.
39. ↑  Barnett, Lionel D. (1999). 《Antiquities of India: An Account of the History and Culture of Ancient Hindustan》 (영어). Atlantic Publishers & Dist. 73–79쪽. ISBN 978-81-7156-442-2.
40. ↑  Davis, Richard H. (January 1994). 《Three styles in looting India》. 《History and Anthropology》 6. 293–317쪽. doi:10.1080/02757206.1994.9960832.
41. ↑  MUHAMMAD B. SAM Mu'izz AL-DIN, T.W. Haig, Encyclopaedia of Islam, Vol. VII, ed. C.E.Bosworth, E.van Donzel, W.P. Heinrichs and C. Pellat, (Brill, 1993)
42. ↑  C.E. Bosworth, Tidge History of Iran, Vol. 5, ed. J. A. Boyle, John Andrew Boyle, (Cambridge University Press, 1968), pp 161–170
43. ↑  History of South Asia: A Chronological Outline Columbia University (2010)
44. ↑  Muʿizz al-Dīn Muḥammad ibn Sām Encyclopædia Britannica (2011)
45. ↑  Jackson P. (1990), The Mamlūk institution in early Muslim India, Journal of the Royal Asiatic Society of Great Britain & Ireland (New Series), 122(02), pp. 340–358.
46. ↑  K. A. Nizami (1992). 〈FOUNDATION OF THE DELHI SULTANAT〉.   Mohammad Habib; K. A. Nizami. 《A Comprehensive History of India: The Delhi Sultanate (A.D. 1206–1526)》. The Indian History Congress / People's Publishing House. 205–206쪽. All contemporary and later chroniclers praise the qualities of loyalty, generosity, courage and justice in his character. His generosity won for him the sobriquet of lakhbaksh (giver of lakhs)
47. ↑  C.E. Bosworth, The New Islamic Dynasties, Columbia University Press (1996)
48. ↑  Barnett & Haig (1926), A review of History of Mediaeval India, from ad 647 to the Mughal Conquest – Ishwari Prasad, Journal of the Royal Asiatic Society of Great Britain & Ireland (New Series), 58(04), pp 780–783
49. 1 2  Jackson 2003, 29–48쪽.
50. 1 2  Anzalone, Christopher (2008), "Delhi Sultanate", in Ackermann, M. E. etc. (Editors), Encyclopedia of World History 2, ISBN 978-0-8160-6386-4
51. ↑  “Qutub Minar”. 2015년 7월 23일에 원본 문서에서 보존된 문서. 2015년 8월 5일에 확인함.
52. 1 2 3  Qutb Minar and its Monuments, Delhi UNESCO
53. ↑  Welch, Anthony; Crane, Howard (1983). 《The Tughluqs: Master Builders of the Delhi Sultanate》 (PDF). 《Muqarnas》 1 (Brill). 123–166쪽. doi:10.2307/1523075. JSTOR 1523075. 2016년 8월 13일에 원본 문서 (PDF)에서 보존된 문서. 2016년 8월 13일에 확인함.
54. 1 2 3  Welch, Anthony; Crane, Howard (1983). 《The Tughluqs: Master Builders of the Delhi Sultanate》 (PDF). 《Muqarnas》 1 (Brill). 123–166쪽. doi:10.2307/1523075. JSTOR 1523075. 2016년 8월 13일에 원본 문서 (PDF)에서 보존된 문서. 2016년 8월 13일에 확인함.
55. ↑  Schwartzberg 1978, 147, map XIV.3 (i)쪽.
56. ↑  Khan, Hussain Ahmad (2014). 《Artisans, Sufis, Shrines: Colonial Architecture in Nineteenth-Century Punjab》 (영어). 브릴 (출판사). 15쪽. ISBN 9781784530143.
57. ↑  Yunus, Mohammad; Aradhana Parmar (2003). 《South Asia: a historical narrative》. Oxford University Press. 97쪽. ISBN 978-0-1957-9711-4. 2010년 8월 23일에 확인함.
58. ↑  Kumar Mandal, Asim (2003). 《The Sundarbans of India: A Development Analysis》. India: Indus Publishing. 43쪽. ISBN 978-81-738-7143-6. 2012년 11월 19일에 확인함.
59. ↑  Singh, D. (1998). 《The Sundarbans of India: A Development Analysis》. India: APH Publishing. 141쪽. ISBN 978-81-702-4992-4. 2012년 11월 19일에 확인함.
60. ↑  Chaurasia, Radhey Shyam (2002). 《History of medieval India: from 1000 A.D. to 1707 A.D.》. Atlantic Publishers & Distributors. 28쪽. ISBN 978-81-269-0123-4. 2010년 8월 23일에 확인함. The Khaljis were a Turkish tribe but having been long domiciled in Afghanistan, adopted Afghan habits and customs. They were treated as Afghans in Delhi Court.
61. ↑  Cavendish, Marshall (2006). 《World and Its Peoples: The Middle East, Western Asia, and Northern Africa》. Marshall Cavendish. 320쪽. ISBN 978-0-7614-7571-2. 2010년 8월 23일에 확인함. The members of the new dynasty, although they were also Turkic, had settled in Afghanistan and brought a new set of customs and culture to Delhi.
62. ↑  Srivastava 1929, 141쪽.
63. ↑  A. B. M. Habibullah (1992) [1970]. 〈The Khaljis: Jalaluddin Khalji〉.   Mohammad Habib; Khaliq Ahmad Nizami. 《A Comprehensive History of India》. 5: The Delhi Sultanate (A.D. 1206–1526). The Indian History Congress / People's Publishing House. 312쪽. OCLC 31870180.
64. 1 2 3 4  Holt et al., The Cambridge History of Islam – The Indian sub-continent, south-east Asia, Africa and the Muslim west, ISBN 978-0521291378, pp 9–13
65. ↑  《New Indian Antiquary: Volume 2》. Karnatak Publishing House. 1939. 545쪽. Alauddin gave the signal and in a twinkling Muhammad Salim of Samana struck
66. ↑  AL. P. Sharma (1987). 《History of medieval India (1000–1740 A.D.)》. TKonark Publishers. ISBN 9788122000429.
67. ↑  Yasin Mazhar Siddiqi (1972). 《the Kotwals under the Sultans of Delhi》. 《Proceedings of the Indian History Congress》 (Indian History Congress). 194쪽. JSTOR 44145331. Nusrat Khan Jalesari who was the Kotwal in the first year of the Alai reign was an Indian Muslim
68. ↑  《The Life and Works of Sultan Alauddin Khalji》. Atlantic Publishers & Dist. 1992. ISBN 9788171563623. the Sultan appointed his Wazir Nusrat Khan to deal with the Jalali nobles
69. ↑  Fauja Singh (1972). 《History of the Punjab: A.D. 1000–1526. Editor: Fauja Singh》. 150쪽.
70. ↑  Satish Chandra (2004). 《Medieval India: From Sultanat to the Mughals-Delhi Sultanat (1206–1526) = Part One》. Har-Anand Publications. ISBN 9788124110645.
71. ↑  알렉산더 미카베리제, Conflict and Conquest in the Islamic World: A Historical Encyclopedia, ISBN 978-1598843361, pp. 62–63
72. ↑  Rene Grousset – Empire of steppes, Chagatai Khanate; Rutgers Univ Press, New Jersey, 1988 ISBN 0-8135-1304-9
73. ↑  《Gujarat State Gazetteer:Part 1》. 1989. 164쪽.
74. ↑  Frank Fanselow (1989), Muslim society in Tamil Nadu (India): a historical perspective, Journal Institute of Muslim Minority Affairs, 10(1), pp 264–289
75. ↑  Hermann Kulke and Dietmar Rothermund, A History of India, 3rd ed., Routledge, 1998, ISBN 0-415-15482-0
76. ↑  Srivastava 1929, 156–158쪽
77. ↑  M.A. Farooqi (1991), The economic policy of the Sultans of Delhi, Konark publishers, ISBN 978-8122002263
78. ↑  Jackson 2003, 244–248쪽.
79. 1 2  Smith 1920, 231–235쪽.
80. ↑  Schwartzberg 1978, 147, map XIV.3 (j)쪽.
81. ↑  ÇAĞMAN, FİLİZ; TANINDI, ZEREN (2011). 《Selections from Jalayirid Books in the Libraries of Istanbul》 (PDF). 《Muqarnas》 28. 231쪽. ISSN 0732-2992. JSTOR 23350289. 무함마드 빈 투글루크와 그의 후계자들은 잘라이르 술탄국의 술탄들과 동시대인이었다. 두 왕조는 튀르크-몽골계였다.
82. ↑  Jamal Malik (2008). 《Islam in South Asia: A Short History》. 브릴 (출판사). 104쪽. ISBN 978-9004168596.
83. ↑  “Eight Cities of Delhi: Tughlakabad”. 《Delhi Tourism》.
84. ↑  Siddiqui (1980). 《The Encyclopaedia of Islam, New Edition: Supplement, Parts 1–2》. Brill Archive. 105쪽. ISBN 9004061673.
85. ↑  Elliot and Dowson, Táríkh-i Fíroz Sháhí of Ziauddin Barani, The History of India as Told by Its Historians. The Muhammadan Period (Vol 3), London, Trübner & Co
86. 1 2 3  Muḥammad ibn Tughluq Encyclopædia Britannica
87. ↑  Smith 1920, 236–242쪽.
88. ↑  ÇAĞMAN, FİLİZ; TANINDI, ZEREN (2011). 《Selections from Jalayirid Books in the Libraries of Istanbul》 (PDF). 《Muqarnas》 28. 230, 258 Fig.56쪽. ISSN 0732-2992. JSTOR 23350289.
89. ↑  Ray 2019, 115쪽: "술탄은 다울라타바드를 두 번째 행정 중심지로 만들었다. 한 동시대 작가는 제국이 두 개의 수도, 즉 델리와 다울라타바드를 가지고 있었다고 썼다."
90. ↑  Carl W. Ernst (1992). 《Eternal Garden: Mysticism, History, and Politics at a South Asian Sufi Center》. SUNY Press. ISBN 9781438402123.
91. ↑  Ray 2019, 115쪽.
92. ↑  Ray 2019, 115쪽: "다울라타바트로의 수도 이전의 주요 결과는 백성들이 술탄에게 증오심을 품었다는 것이다."
93. ↑  P.M. Holt; Ann K.S. Lambton; Bernard Lewis (1977). 《The Cambridge History of Islam" Volume 2A》. Cambridge University Press. 15쪽.
94. ↑  Hermann Kulke and Dietmar Rothermund, A History of India, (Routledge, 1986), 188.
95. ↑  Advanced Study in the History of Medieval India by Jl Mehta p. 97
96. ↑  Chandra, Satish (1997). Medieval India: From Sultanate to the Mughals. New Delhi, India: Har-Anand Publications. pp. 101–102. ISBN 978-8124105221.
97. ↑  Elphinstone, Mountstuart (2014). 《History Of India》 (영어). Pickle Partners Publishing. ISBN 978-1-78289-478-0.
98. ↑  《A Compendium of the History of India: With a Synopsis of the Principal Events》 (영어). Gantz Bros. 1870. 37쪽.
99. 1 2  Smith 1920, 242–248쪽.
100. ↑  Cornelius Walford (1878), The Famines of the World: Past and Present - 구글 도서, pp 9–10
101. ↑  Judith Walsh, A Brief History of India, ISBN 978-0816083626, pp 70–72; Quote: "In 1335–42, during a severe famine and death in the Delhi region, the Sultanate offered no help to the starving residents."
102. ↑  Raj Kumar (2003). 《Essays on Medieval India》. Discovery Publishing House. 82쪽. ISBN 9788171416837.
103. ↑  Kate Fleet; Gudrun Krämer; Denis Matringe; John Nawas; Devin J. Stewart (January 2018). “Jalal al-Din Ahsan”.
104. ↑  M. S. Nagaraja Rao (1987). 《Kusumāñjali:New Interpretation of Indian Art & Culture : Sh. C. Sivaramamurti Commemoration Volume · Volume 2》.
105. ↑  Suvorova (2000). 《Masnavi》. Oxford University Press. 3쪽. ISBN 978-0-19-579148-8.
106. ↑  Husaini (Saiyid.), Abdul Qadir (1960). 《Bahman Shāh, the Founder of the Bahmani Kingdom》 (영어). Firma K.L. Mukhopadhyay. 59–60쪽.
107. ↑  Jayanta Gaḍakarī (2000). 《Hindu Muslim Communalism, a Panchnama》. 140쪽.
108. ↑  McKibben, William Jeffrey (1994). 《The Monumental Pillars of Fīrūz Shāh Tughluq》. 《Ars Orientalis》 24. 105–118쪽. JSTOR 4629462.
109. ↑  HM Elliot & John Dawson (1871), Tarikh I Firozi Shahi – Records of Court Historian Sams-i-Siraj The History of India as told by its historians, Volume 3, Cornell University Archives, pp 352–353
110. ↑  Prinsep, J (1837). 《Interpretation of the most ancient of inscriptions on the pillar called lat of Feroz Shah, near Delhi, and of the Allahabad, Radhia and Mattiah pillar, or lat inscriptions which agree therewith》. 《Journal of the Asiatic Society》 6. 600–609쪽.
111. ↑  Mehta (1979). 《Advanced Study in the History of Medieval India: Volume 2》. 225쪽. Khan-i-Jahan was a Brahmin from Telangana whose original name was Kattu or Kannu. Kannu was brought a captive to Delhi where he embraced Islam and was given the name of Maqbul. No wonder, Khan-i-Jahan Maqbul and his family made a great contribution towards the initial administrative achievements of Sultan Firuz Tughlaq, the peace and prosperity of his reign during the first two decades are unintelligible unless the services rendered by Khan-i-Jahan Maqbul to the throne are taken into consideration.
112. ↑  Iqtidar Alam Khan (2008). 《Historical Dictionary of Medieval India》. Scarecrow Press. 141쪽. ISBN 9780810864016.
113. ↑  Firoz Shah Tughlak, Futuhat-i Firoz Shahi – Memoirs of Firoz Shah Tughlak, Translated in 1871 by Elliot and Dawson, Volume 3 – The History of India, Cornell University Archives
114. 1 2  Smith 1920, 249–251쪽.
115. 1 2  Firoz Shah Tughlak, Futuhat-i Firoz Shahi – Autobiographical memoirs, Translated in 1871 by Elliot and Dawson, Volume 3 –The History of India, Cornell University Archives, pp 377–381.
116. ↑  Dasgupta, Ajit K. (2002). 《A History of Indian Economic Thought》 (영어). Routledge. 45쪽. ISBN 978-1-134-92551-3.
117. ↑  Futuhat-i Firoz Shahi 동시에, 그는 세금과 지즈야를 세 단계로 평가하여 인상했으며, 역사적으로 모든 힌두 브라만들을 지즈야에서 면제했던 전임자들의 관행을 중단했다.
118. ↑  안네마리 시멜, Islam in the Indian Subcontinent, ISBN 978-9004061170, Brill Academic, pp 20–23
119. ↑  Kumar, Praveen. 《Complete Indian History for IAS Exam Highly Recommended for IAS, PCS and other Competitive Exam》. 217쪽.
120. ↑  André Wink (2020). 《The Making of the Indo-Islamic World: C. 700–1800 CE》. Cambridge University Press. ISBN 9781108417747.
121. ↑  Gurcharn Singh Sandhu (2003). 《A Military History of Medieval India》. Vision Books. 247쪽. ISBN 9788170945253.
122. ↑  Debajyoti Burman (1947). 《Indo-Muslim Relations: A Study in Historical Background》. Jugabani Sahitya Chakra. 36쪽.
123. ↑  Dr. Aijaz Ahmad (2021). 《History of Mewat》. Alina Books. 112쪽. ISBN 9788193391426.
124. ↑  《Memoirs of the Archaeological Survey of India Issues 52–54》. Archaeological Survey of India. 1937. 19쪽. The old Firoz Shahi slaves , however , turned against Abu Bakr , who fled , and on their invitation Sultan Muhammad “ entered the city and took
125. ↑  Āg̲h̲ā Mahdī Ḥusain (1963). 《Tughluq Dynasty》. Thacker, Spink. 444쪽.
126. 1 2  Smith 1920, 248–254쪽.
127. ↑  Jackson 1999, 312–317쪽.
128. ↑  Beatrice F. Manz (2000). 〈Tīmūr Lang〉.   P. J. Bearman; Th. Bianquis; C. E. Bosworth; E. van Donzel; W. P. Heinrichs. 《이슬람 백과사전》 10 2판. 브릴.
129. ↑  Lionel Trotter (1906), History of India: From the Earliest Times to the Present Day, Gorham Publishers London/New York, p. 74
130. ↑  Annemarie Schimmel (1997), Islam in the Indian Subcontinent, Brill Academic, ISBN 978-9004061170, pp 36–37; Also see: Elliot, Studies in Indian History, 2nd ed., pp 98–101
131. ↑  Jayapalan, N. (2001). 《History of India》 (영어). Atlantic Publishers & Distri. 50–51쪽. ISBN 978-81-7156-928-1.
132. ↑  Gipson, Therlee (2019). 《India's Struggle》 (영어). Lulu.com. 15쪽. ISBN 978-0-359-59732-1.
133. 1 2 3  Annemarie Schimmel, Islam in the Indian Subcontinent, ISBN 978-9004061170, Brill Academic, Chapter 2
134. ↑  Schwartzberg 1978, 39, 148쪽.
135. ↑  《The Cambridge History of India: Turks and Afghans, edited by W. Haig》 (영어). S. Chand. 1958. The claim of Khizr Khān, who founded the dynasty known as the Sayyids, to descent from the prophet of Arabia was dubious, and rested chiefly on its causal recognition by the famous saint Sayyid Jalāl-ud-dīn of Bukhārā.
136. ↑  Eraly, Abraham (2015). 《The Age of Wrath: A History of the Delhi Sultanate》 (영어). Penguin UK. 261쪽. ISBN 978-93-5118-658-8. The first of these two dynasties was founded by Khizr Khan, who bore the appellation 'Sayyid', which identified him as a descendant of prophet Muhammad, so the dynasty he founded came to be known as the Sayyid dynasty. The veracity of Khizr Khan's claimed lineage is uncertain, but his forebears were likely Arabs, who had migrated to India in the early Tughluq period and settled in Multan. The family prospered in India, gaining wealth and power. This advancement culminated in Malik Suleiman, Khizr Khan's father, becoming the governor of Multan under the Tughluqs. When Suleiman died, Khizr Khan succeeded him in the post but lost it during the political turmoil following the death of Firuz Tughluq.
137. ↑  Srivastava 1929, 229쪽, "그들의 무함마드 선지자의 후손 주장은 의심스럽지만, 키즈르 칸의 조상들이 아라비아에서 왔다는 것은 확실해 보인다.".
138. ↑  사이먼 디그비 (2014년 10월 13일), 《After Timur Left: North India in the Fifteenth Century》, 옥스퍼드 대학교 출판부, 47–59쪽, doi:10.1093/acprof:oso/9780199450664.003.0002, ISBN 978-0-19-945066-4, 2023년 1월 25일에 확인함, And we find that a Khokhar chieftain, Khizr Khan who was sent to Timur as an ambassador and negotiator from the most adjacent area, the Punjab, ultimately became the power holder in Delhi, thanks to the contacts he had aquired [sic].
139. ↑  Eaton 2020, p. 105 "코카르 씨족에 속하는 펀자브 족장 키즈르 칸의 경력은 점차적으로 다중심적인 북인도로의 전환을 보여준다.".
140. ↑  V. D. Mahajan (2007). 《History of Medieval India》. S. Chand. 239쪽. ISBN 9788121903646.
141. 1 2  Eaton 2020, 108쪽.
142. ↑  Schwartzberg 1978, 147, map XIV.4 (d)쪽.
143. ↑  Hartel 1997, 261쪽.
144. ↑  Judith Walsh, A Brief History of India, ISBN 978-0816083626, p. 81; Quote: "The last dynasty was founded by a Sayyid provincial governor, Buhlul Lodi (r. 1451–89). The Lodis were descended from Afghans, and under their rule, Afghans eclipsed Turks in court patronage."
145. ↑  Ramananda Chatterjee (1961). 《The Modern Review》 109. 인디애나 대학교. 84쪽.
146. ↑  Lee, Jonathan (2019). 《Afghanistan: A History from 1260 to the Present》 (영어). Reaktion Books. 56쪽. ISBN 9781789140101. In 1451 Bahlul Khan, a Khalji of the Lodhi clan, deposed the then sultan and founded a second Afghan sultanate, the Lodhi Dynasty, which ruled northern India for 75 years (1451–1526).
147. ↑  Digby, S. (1975), The Tomb of Buhlūl Lōdī, Bulletin of the School of Oriental and African Studies, 38(03), pp. 550–561
148. ↑  “Delhi Sultanate under Lodhi Dynasty: A Complete Overview”. 《Jagranjosh.com》. 2017년 3월 31일. 2020년 8월 1일에 확인함.
149. 1 2  Smith 1920, 253–257쪽.
150. ↑  Andrew Petersen, Dictionary of Islamic Architecture, Routledge, ISBN 978-0415060844, p. 7
151. ↑  Richards, John (1965), The Economic History of the Lodi Period: 1451–1526, Journal de l'histoire economique et sociale de l'Orient, Vol. 8, No. 1, pp 47–67
152. ↑  Lodi Dynasty Encyclopædia Britannica (2009)
153. ↑  Chandra, Satish (2005). 《Medieval India: From Sultanat to the Mughals Part – II》 (영어). Har-Anand Publications. 30–31쪽. ISBN 978-81-241-1066-9.
154. ↑  Jackson, Peter (2010). 〈Muslim India: the Delhi sultanate〉.   Morgan, David O.; Reid, Anthony. 《The New Cambridge History of Islam, Volume 3: The Eastern Islamic World, Eleventh to Eighteenth Centuries》. Cambridge: Cambridge University Press. 101쪽. ISBN 978-0-521-85031-5.
155. ↑  John F. Richards (2013). 《Expanding Frontiers in South Asian and World History》. Cambridge University Press. 55쪽. ISBN 9781107034280.
156. ↑  John F. Richards (1993). 《Power, Administration, and Finance in Mughal India》. Variorum. ISBN 9780860783664.
157. ↑  Jackson 1999, 278쪽.
158. ↑  V. D. Mahajan (2007). 《History of Medieval India》. S. Chand. 446쪽. ISBN 9788121903646.
159. ↑  《Journal of the Pakistan Historical Society: Volume 45》. Pakistan Historical Society. 1997. 222쪽.
160. ↑  Jackson 1999, 283–287쪽.
161. ↑  Banarsi Prasad Saksena 1992, 379–380쪽.
162. 1 2  Satish Chandra 2007, 105쪽.
163. ↑  Banarsi Prasad Saksena 1992, 379쪽.
164. ↑  Banarsi Prasad Saksena 1992, 385쪽.
165. 1 2 3  Banarsi Prasad Saksena 1992, 384쪽.
166. 1 2  Satish Chandra 2007, 102쪽.
167. ↑  Banarsi Prasad Saksena 1992, 380쪽.
168. ↑  Banarsi Prasad Saksena 1992, 389쪽.
169. ↑  Banarsi Prasad Saksena 1992, 383쪽.
170. ↑  Banarsi Prasad Saksena 1992, 386쪽.
171. ↑  ÇAĞMAN, FİLİZ; TANINDI, ZEREN (2011). 《Selections from Jalayirid Books in the Libraries of Istanbul》 (PDF). 《Muqarnas》 28. 230, 258 Fig.56쪽. ISSN 0732-2992. JSTOR 23350289.
172. ↑  Architecture under the Sultanate of Delhi
173. ↑  Saikat K Bose (2015). 〈And the Social Dynamics Behind South Asian Warfare〉. 《Boot, Hooves and Wheels》 (ebook) (영어). Vij Books India Private Limited. ISBN 9789384464547. 2023년 7월 21일에 확인함. They had corps of regulars, the watch, formed primarily of mounted archers but which also had an advance reserve, the blemish, of lancers. The wajih had a nucleus of the elite khasakhail or household cavalry, composed largely of slaves.
174. ↑  Ram Shankar Tripathi (1989). 《History of Kanauj To the Moslem Conquest》 (영어). Motilal Banarsidass. 327쪽. ISBN 9788120804784. 2024년 4월 14일에 확인함.
175. ↑  Wilbraham Egerton, 1st Earl Egerton (2002). 《Indian and Oriental Arms and Armour》 (Paperback) (영어). Dover Publications. ISBN 9780486422299. 2024년 4월 14일에 확인함.
176. 1 2  Simon Digby (1971). 《War-horse and Elephant in the Dehli Sultanate》 (Hardcover) (영어). Orient Monographs. 24쪽. ISBN 9780903871006. 2024년 4월 14일에 확인함.
177. ↑  Syed Zafar Haider (1991). 《Islamic Arms and Armour of Muslim India》 (영어). Bahadur Publishers. 265쪽. ISBN 9789698123000. 2024년 4월 14일에 확인함.
178. ↑  Wilbraham Egerton, 1st Earl Egerton (1896). 《A Description of Indian and Oriental Armour Illustrated from the Collection Formerly in the India Office, Now Exhibited at South Kensington, and the Author's Private Collection, with a Map, Twenty-three Full-page Plates (two Coloured), and Numerous Woodcuts, with an Introductory Sketch of the Military History of India》 (영어). W. H. Allen & Company, limited. 16쪽. 2024년 4월 14일에 확인함.
179. ↑  Kaushik Roy (2015). 《Warfare in Pre-British India – 1500BCE to 1740CE》 (영어). Taylor & Francis. 219쪽. ISBN 9781317586920. 2024년 4월 14일에 확인함.
180. ↑  Madison, Angus (2007). 《Contours of the world economy, 1–2030 AD: essays in macro-economic history》. Oxford University Press. 379쪽. ISBN 978-0-19-922720-4.
181. ↑  Maddison (2016년 7월 27일). “Growth of World Population, GDP and GDP Per Capita before 1820” (PDF). 2021년 2월 12일에 원본 문서 (PDF)에서 보존된 문서. 2023년 5월 9일에 확인함.
182. 1 2 3  Pacey, Arnold (1991) [1990]. 《Technology in World Civilization: A Thousand-Year History》 1 MIT Press paperback판. Cambridge, MA: The MIT Press. 26–29쪽.
183. ↑  Al-, Biruni (1888). 《Alberuni's India : an Account of the religion, philosophy, literature, geography, chronology, astronomy, customs, laws and astrology of India about A.D. 1030. An English Edition, with Notes and Indices by Edward C. Sachau.》. Trübner & Co. OCLC 162833441.
184. ↑  Siddiqui, Iqtidar Hussain (1986). 《Water Works and Irrigation System in India during Pre-Mughal Times》. 《Journal of the Economic and Social History of the Orient》 29. 63–64쪽. doi:10.2307/3632072. JSTOR 3632072.
185. ↑  Pacey 1991, 10쪽.
186. ↑  Oleson, John Peter (2000), 〈Water-Lifting〉,   Wikander, Örjan, 《Handbook of Ancient Water Technology》, Technology and Change in History 2, Leiden, South Holland: Brill, 217–302쪽, ISBN 978-90-04-11123-3
187. ↑  Pacey 1991, 36쪽.
188. ↑  Srivastava, Vinod Chanda; Gopal, Lallanji (2008). 《History of Agriculture in India, Up to C. 1200 A.D.》. New Delhi: Project of History of Indian Science, Philosophy and Culture. ISBN 978-81-8069-521-6.
189. ↑  Jos Gommans; Harriet Zurndorfer, 편집. (2008). 《Roots and Routes of Development in China and India: Highlights of Fifty Years of The Journal of the Economic and Social History of the Orient (1957–2007)》. Leiden, South Holland: Koninklijke Brill NV. 444쪽. ISBN 978-90-04-17060-5.
190. ↑  《Memoirs of the Archaeological Survey of India No. 52 a Memoir on Kotla Firoz, Delhi》 (영어). 58쪽.
191. ↑  Pacey 1991, 23-24쪽.
192. ↑  Smith, C. Wayne; Cothren, J. Tom (1999). 《Cotton: Origin, History, Technology, and Production》 4. John Wiley & Sons. viii쪽. ISBN 978-0471180456. 2017년 4월 1일에 원본 문서에서 보존된 문서. 2025년 6월 13일에 확인함. The first improvement in spinning technology was the spinning wheel, which was invented in India between 500 and 1000 A.D.
193. 1 2  Pacey 1991, 23–24쪽.
194. ↑  Habib, Irfan (2011). 《Economic History of Medieval India, 1200–1500》. Pearson Education. 53쪽. ISBN 9788131727911.
195. ↑  Habib 2011, 53–54쪽.
196. ↑  Harrison, Frederick. A Book about Books. London: John Murray, 1943. p. 79. Mandl, George. "Paper Chase: A Millennium in the Production and Use of Paper". Myers, Robin & Michael Harris (eds). A Millennium of the Book: Production, Design & Illustration in Manuscript & Print, 900–1900. Winchester: St. Paul's Bibliographies, 1994. p. 182.
Mann, George. Print: A Manual for Librarians and Students Describing in Detail the History, Methods, and Applications of Printing and Paper Making. London: Grafton & Co., 1952. p. 79. McMurtrie, Douglas C. The Book: The Story of Printing & Bookmaking. London: Oxford University Press, 1943. p. 63.
197. ↑  Tsien, Tsuen-Hsuin (1985),  Joseph Needham, 편집., 《Paper and Printing》, Science and Civilisation in China, Chemistry and Chemical Technology 5 (1), Cambridge University Press, 2–3, 356–357쪽
198. ↑  Wilkinson, Endymion (2012), 《Chinese History: A New Manual》, Harvard University Asia Center for the Harvard-Yenching Institute, 909쪽
199. ↑  Kurlansky, Mark (2017). 《Paper : paging through history》. National Geographic Books. ISBN 978-0-393-35370-9. OCLC 1119136572.
200. ↑  D. C. Sircar (1996). 《Indian Epigraphy》. Motilal Banarsidass. 67–68쪽. ISBN 978-81-208-1166-9.
201. ↑  Habib 2011, 96쪽.
202. 1 2  Habib 2011, 95–96쪽.
203. ↑  앵거스 매디슨 (2001), 세계 경제: 천년의 관점, pages 241–242 보관됨 11 11월 2020 - 웨이백 머신, OECD 개발 센터
204. ↑  앵거스 매디슨 (2001), 세계 경제: 천년의 관점, page 236 보관됨 11 11월 2020 - 웨이백 머신, OECD 개발 센터
205. ↑  Asher & Talbot 2008, 47쪽.
206. ↑  Metcalf, B.; Metcalf, T. R. (2006년 10월 9일), 《A Concise History of Modern India》 2판, 케임브리지 대학교 출판부, 6쪽, ISBN 978-0-521-68225-1
207. ↑  Eaton, Richard M.'The Rise of Islam and the Bengal Frontier, 1204–1760. Berkeley: University of California Press, c1993 1993, accessed on 1 May 2007
208. ↑  Raj Kumar (2008). 《Encyclopaedia Of Untouchables : Ancient Medieval And Modern》. Kalpaz Publications. 212쪽. ISBN 9788178356648.
209. ↑  Harle, 423–424
210. ↑  Harle 1994, 421, 425쪽; Yale, 165쪽; Blair & Bloom 1995, 149쪽.
211. ↑  Yale, 164–165쪽; Harle 1994, 423–424쪽; Blair & Bloom 1995, 149쪽.
212. ↑  Yale, 164쪽; Harle 1994, 424쪽(quoted); Blair & Bloom 1995, 149쪽.
213. ↑  Harle, 429.
214. ↑  Yale, 164쪽(quoted); Harle 1994, 425쪽.
215. ↑  Blair & Bloom 1995, 149–150쪽; Harle 1994, 425쪽.
216. ↑  Harle 1994, 425쪽.
217. 1 2  Blair & Bloom 1995, 151쪽.
218. ↑  Blair & Bloom 1995, 151–156쪽; Harle 1994, 425–426쪽.
219. ↑  Blair & Bloom 1995, 154쪽; Harle 1994, 425쪽.
220. ↑  Blair & Bloom 1995, 154–156쪽.
221. ↑  Blair & Bloom 1995, 154–156쪽; Harle 1994, 425쪽.
222. ↑  Blair & Bloom 1995, 149쪽.
223. ↑  Blair & Bloom 1995, 156쪽.
224. ↑  Harle 1994, 426쪽; Blair & Bloom 1995, 156쪽.
225. ↑  Lal 1950, 85쪽.
226. ↑  Lal 1990, 86쪽.
227. ↑  Hunter, W. W. (2013). 《The Indian Empire: Its People, History and Products》 (영어). Routledge. 280쪽. ISBN 9781136383014.
228. ↑  Barua, Pradeep (2005). 《The State at War in South Asia》. University of Nebraska Press. 30, 317쪽. ISBN 0803213441.
229. ↑  Lal 1950, 55쪽.
230. ↑  Hopkins, Steven Paul (2002년 4월 18일). “Singing the Body of God: The Hymns of Vedantadesika in Their South Indian Tradition”. Oxford University Press. 69면. ISBN 9780198029304.
231. ↑  Rummel, R. J. (2011). 《Death by Government》 (영어). Transaction Publishers. 60쪽. ISBN 9781412821292.
232. ↑  Jordanus, Catalani; Yule, Henry; Parr, Charles McKew donor; Parr, Ruth (1863). 《Mirabilia descripta : the wonders of the East》. London : Printed for the Hakluyt Society. 23쪽.
233. ↑  Juncu, Meera (2015). 《India in the Italian Renaissance: Visions of a Contemporary Pagan World 1300–1600》 (영어). Routledge. 85쪽. ISBN 978-1-317-44768-9.
234. ↑  Richard M. Eaton, Temple Desecration and Indo-Muslim States, Part II, Frontline, 5 January 2001, 70–77.
235. ↑  Richard M. Eaton, Temple Desecration and Indo-Muslim States, Part I, Frontline, 22 December 2000, 62–70.
236. 1 2  Eaton, Richard M. (2000). “Temple Desecration and Indo-Muslim States” (PDF). 《프론트라인》 (인도 첸나이). 297면. 2014년 1월 6일에 원본 문서 (PDF)에서 보존된 문서.
237. ↑  안네마리 시멜, Islam in the Indian Subcontinent, ISBN 978-9004061170, Brill Academic, pp. 7–10.
238. ↑  James Brown (1949), The History of Islam in India, The Muslim World, 39(1), 11–25
239. ↑  Eaton, Richard M. (December 2000). 《Temple desecration in pre-modern India》. 《프론트라인》 17 (더 힌두 그룹).
240. ↑  Eaton, Richard M. (September 2000). 《Temple Desecration and Indo-Muslim States》. 《이슬람 학술지》 11. 283–319쪽. doi:10.1093/jis/11.3.283.
241. ↑  Eaton, Richard M. (2004). 《Temple desecration and Muslim states in medieval India》. 구르가온: Hope India Publications. ISBN 978-8178710273.
242. ↑  Welch, Anthony (1993), Architectural patronage and the past: The Tughluq sultans of India, Muqarnas, Vol. 10, 311–322
243. ↑  Srivastava 1929.
244. ↑  R Islam (2002), Theory and Practice of Jizyah in the Delhi Sultanate (14th Century), Journal of the Pakistan Historical Society, 50, pp. 7–18
245. ↑  Jackson 2003, 287–295쪽.
246. ↑  Eva De Clercq (2010), ON JAINA APABHRAṂŚA PRAŚASTIS, Acta Orientalia Academiae Scientiarum Hung. Volume 63 (3), pp 275–287
247. ↑  Hasan Nizami et al., Taju-l Ma-asir & Appendix, Translated in 1871 by Elliot and Dawson, Volume 2 – The History of India, Cornell University Archives, pp 22, 219, 398, 471
248. ↑  Richard Eaton, Temple desecration and Indo-Muslim states, Frontline (5 January 2001), pp 72–73
249. ↑  Eaton (2000), Temple desecration in pre-modern India Frontline, p. 73, item 16 of the Table, Archived by Columbia University
250. ↑  앙드레 윙크 (1991). 《Al-Hind the Making of the Indo-Islamic World: The Slave Kings and the Islamic Conquest : 11th–13th Centuries》 (영어). Brill. 333쪽. ISBN 9004102361. We do not know much about the first Muslim raid on Benares, by Ahmad Nayaltigin in 1033 AD, which appears merely to have been a plundering expedition. When Muhammad Ghuri marched on the city, we are merely told that after breaking the idols in above 1000 temples, he purified and consecrated the latter to the worship of the true God
251. ↑  Carl W. Ernst (2004). 《Eternal Garden: Mysticism, History, and Politics at a South Asian Sufi Center》. Oxford University Press. 109쪽. ISBN 978-0-19-566869-8.
252. ↑  Sarojini Chaturvedi (2006). 《A short history of South India》. Saṁskṛiti. 209쪽. ISBN 978-81-87374-37-4.
253. ↑  Abraham Eraly (2015). 《The Age of Wrath: A History of the Delhi Sultanate》. Penguin Books. 155–156쪽. ISBN 978-93-5118-658-8.
254. ↑  Lal 1950, 84쪽.
255. ↑  Burgess; Murray (1874). 〈The Rudra Mala at Siddhpur〉. 《Photographs of Architecture and Scenery in Gujarat and Rajputana》. Bourne and Shepherd. 19쪽. 2016년 7월 23일에 확인함.
256. ↑  Robert Bradnock; Roma Bradnock (2000). 《India Handbook》. McGraw-Hill. 959쪽. ISBN 978-0-658-01151-1.

## 추가 문헌
- Seyyed Hussein-zadeh, Huda; Miller, Isabel (2018). 〈Delhi Sultanate〉.   Madelung, Wilferd; Daftary, Farhad. 《Encyclopaedia Islamica Online》. Brill Online. ISSN 1875-9831.
- Elliot, H. M.; John Dowson (1867). 〈15. Táríkh-i Fíroz Sháhí, of Ziauddin Barani〉. 《The History of India, as Told by Its Historians. The Muhammadan Period (Vol 3.)》. 런던: 트루브너 & 컴퍼니.
- Green, Nile, 편집. (2019). 《The Persianate World: The Frontiers of a Eurasian Lingua Franca》. 캘리포니아 대학교 출판부. ISBN 978-0520972100.
- Hambly, Gavin R. G.; Asher, Catherine B. (1994). 〈Delhi Sultanate〉.   Yarshater, Ehsan. 《Encyclopædia Iranica, Volume VII/3: Dehqān I–Deylam, John of》. London and New York: Routledge & Kegan Paul. 242–250쪽. ISBN 978-1-56859-021-9.
- Khan, Mohd. Adul Wali (1974). 《Gold and Silver Coins of Sultans of Delhi》. 안드라프라데시 주정부.
- Kumar, Sunil (2007). 《The Emergence of the Delhi Sultanate, 1192–1286》 (영어). 퍼머넌트 블랙. ISBN 978-81-7824-147-0.